# Liste der Kulturdenkmale in der Reißiger Vorstadt (Plauen)

Lage des Stadtteils Reißiger Vorstadt in Plauen

In der Liste der Kulturdenkmale in der Reißiger Vorstadt sind die Kulturdenkmale des Plauener Stadtteils Reißiger Vorstadt verzeichnet, die bis September 2024 vom Landesamt für Denkmalpflege Sachsen erfasst wurden (ohne archäologische Kulturdenkmale). Die Anmerkungen sind zu beachten.
Diese Aufzählung ist eine Teilmenge der Liste der Kulturdenkmale in Plauen.

## Liste der Kulturdenkmale in der Reißiger Vorstadt
| Bild                                    | Bezeichnung | Lage                                       | Datierung | Beschreibung | ID       |
| --------------------------------------- | --- | ------------------------------------------ | --- | --- | -------- |
|                                         | Städtische Parkanlage „Preißelpöhl“ | Am Preißelpöhl (Karte)                     | 1879 | Waldparkähnliche Anlage mit unregelmäßiger Wegeführung, von stadtentwicklungsgeschichtlicher und gartenkünstlerischer Bedeutung. Auf einem 415 m hohem Diabasrücken, der sich etwa 35 m über der Hochfläche erhebt, wurde die Parkanlage angelegt. Im Südosten steil zur Elsteraue abfallend. 1879 erwarb die Stadtverwaltung die Preißelpöhlgrundstücke und ließ die reichlich 8 ha große Fläche mit 1220 Eichen, 628 Ahornen, 960 Birken, 135 Eschen, 4200 Fichten und 400 Kiefern bepflanzen. 1897/98 folgten weitere Bäume. Durchgreifende Pflegemaßnahmen am Eichenbestand um die Wende zum 20. Jahrhundert und in den 1930er Jahren. Daher entwickelte sich vor allem im Südosten ein lichter Gehölzbestand mit ca. 100 Jahre alten Bäumen. An anderer Stelle entwickelte sich ein naturnaher Eichen-Linden-Wald. Parallel zur Straße Am Preißelpöhl steht eine Reihe von Zerr-Eichen (Quercus cerris). 1984 ist ein Baumbestand von 1402 Laubbäumen in 30 Arten und 46 Koniferen in drei Sippen zu verzeichnen gewesen. Die Parkanlage erinnert eher an einen Wald als an eine Parkanlage. Es fehlen z. B. weitgehend Buschgruppen, Beete, Ruheplätze, Kleinkunst und Gartenbauten. | 09301718 |
|                                         | Mietshaus in geschlossener Bebauung | August-Bebel-Straße 83 (Karte)             | 1906 | Zeittypischer historisierender Klinkerbau von baugeschichtlicher Bedeutung. Dreigeschossiger sechsachsiger roter Klinkerbau auf Sockel aus Theumaer Schiefer, Erdgeschoss bogige Öffnungen, Eingang mittig mit geschweifter Bekrönung, über Erdgeschoss Gurtgesims, im Bereich der beiden linken Achsen Zwerchhaus mit volutenartigem Abschluss und Zwillingsfenster, in den Obergeschossen Standard-Putzstuck-Fensterverdachungen, verkröpftes Traufgesims, darunter Reliefs, drei Schleppgauben. | 09246821 |
| Weitere Bilder                          | Doppelwohnhaus in halboffener Bebauung | August-Bebel-Straße 85, 87 (Karte)         | 1906 | Zeittypischer Klinkerbau von baugeschichtlicher Relevanz. Die Fassaden von Nummer 85 und 87 gespiegelt: roter Klinkerbau, jeweils mit durch Schweifgiebel bekröntem Dachausbau und zwei flachen zweigeschossigen Rechteckerkern über dem Erdgeschoss, verkleidet mit weißen glasierten Ziegeln. Toreinfahrt mit zweiflügeligem Tor mit sprossengeteiltem Oberlicht, Kämpfer mit Zahnschnittfries, Fensterbrüstungen teilweise mit Reliefs geschmückt. | 09246822 |
|                                         | Mietshaus in Ecklage in geschlossener Bebauung | August-Bebel-Straße 104 (Karte)            | 1914 | Mit Laden, Putzbau im Reformstil von baugeschichtlicher Bedeutung. Teil eines durch Reformstilbauten geprägten Straßenzuges, viergeschossiger Putzbau über Eck, jede Seite dominiert durch über Erdgeschoss ansetzendem, flachen dreigeschossigen Rechteckerker, der mit dem Traufgesims verkröpft ist, Erdgeschoss Ladenzone (verändert), gerahmter rundbogiger Eingang, mehrere Gaupen mit Rundbogenabschluss sowie markantes dreiachsiges Zwerchhaus seitlich als fünftes Geschoss, ein Eckjoch durch Triplefenster gestaltet, Putzfelder. | 09246802 |
|                                         | Mietshaus in geschlossener Bebauung | August-Bebel-Straße 106 (Karte)            | 1913 | Teil einer durch den Reformstil geprägten Häuserzeile, baugeschichtliche Bedeutung. Viergeschossiger Putzbau, die sechs Achsen paarweise zusammengefasst, zentraler Eingang mit Rahmung und vorspringendem Gebälk, das hohe Hochparterre mit Rundbogenfenstern wird von Gurtgesims abgeschlossen, wie auch das zweite Obergeschoss, die zentralen beiden Achsen in den Obergeschoss durch Putzlisenen gekoppelt, in diesem Bereich als fünftes Geschoss dreiachsiges Zwerchhaus mit Spitzgiebel, Putzstuckverzierungen Medaillons. | 09247289 |
|                                         | Mietshaus in Ecklage in geschlossener Bebauung | August-Bebel-Straße 107 (Karte)            | 1906–1907 | Mit Laden, Späthistorismus, baugeschichtlich von Bedeutung. Als Teil eines gleichartigen Straßenzuges von bildprägender Bedeutung, viergeschossiger Putzbau mit genutetem Erdgeschoss, hier in der abgeschrägten Hausecke Ladeneingang, bogige Öffnungen, Hausecke überhöht durch Dachausbau mit Zierfachwerk, gerahmt von zwei bogig abgeschlossenen zweiachsigen Zwerchhäusern, Gurtgesims mit Fries über dem ersten Obergeschoss, zwei Schleppgauben. | 09246806 |
| Direkt Bild zu diesem Denkmal hochladen | Mietshaus in geschlossener Bebauung | August-Bebel-Straße 109 (Karte)            | 1908 | Späthistorismusbau mit Jugendstilanklängen, baugeschichtlich von Bedeutung. Stammt – wie auch die beiden Nachbargebäude (August-Bebel-Straße 107 und 111) sowie die angrenzende Zeilenbebauung in der Chamissostraße – aus der Hand des Baumeisters Hermann Stöhr. Die Häuserzeile bildet eine homogen gestaltete, straßenbildprägende Einheit. Entstand als kaiserzeitliche Stadterweiterung der Reißiger Vorstadt. Viergeschossiger Putzbau auf Natursteinsockel. Straßenseitig abgewalmtes Satteldach. Vertikal in fünf Fensterachsen gegliedert. Die senkrechten Achsen setzen sich am Pultdach in Form von fünf Schleppgauben fort. In der seitlichen, rechten Fensterachse befindet sich der Hauseingang, der mit einem Korbbogen abschließt. Das Erdgeschoss mit Putznutung ist (wie auch beim Zwillingsbau Nr. 111) horizontal betont. Die späthistoristische Fassade schmücken Rechteckfenster mit geohrten Fensterfaschen, geometrisierende Putz-Stuck-Ornamente mit Jugendstilanklängen, ein wellenförmiges Gurt- und Traufgesims, im zweiten Obergeschoss Medaillons mit sechseckigen Wabenformen in den Fensterverdachungen. Das Innere blieb vergleichsweise unverändert (originales Treppenhaus, genietetes Eisengeländer mit hölzernem Handlauf, Eingangsfliesen). Weitgehend bauzeitliche Substanz erhalten, von baugeschichtlichem Wert. Zeugnis der urbanen, großstädtischen Bebauung der Stadt Plauen, deren Einwohnerzahl zur Bauzeit die Grenze von 100.000 überschritt. Das Mietshaus dokumentiert diese städtebauliche Entwicklung und Stadterweiterung. | 09307245 |
|                                         | Mietshaus in geschlossener Bebauung | August-Bebel-Straße 110 (Karte)            | 1906 | Historisierender Putz-Klinker-Bau der Stadterweiterung, baugeschichtliche Relevanz. Viergeschossig,sechs Achsen, Erdgeschoss (Hochparterre) auf hohem Sockel verputzt, Fensterrahmungen Gussstein, mittiger Eingang, Türblatt vom Jugendstil beeinflusst, die drei Obergeschosse roter Klinker mit Putzgestaltungen (Fensterrahmung, Schmuckfelder, Gurtgesimse über Erdgeschoss und zweitem Obergeschoss), zweiachsiges mittiges Zwerchhaus mit Segmentbogenabschluss. | 09247288 |
| Direkt Bild zu diesem Denkmal hochladen | Mietshaus in geschlossener Bebauung | August-Bebel-Straße 111 (Karte)            | 1906 | Späthistorismusbau mit Jugendstilanklängen, baugeschichtlich von Bedeutung. Stammt – wie auch die Nachbargebäude (August-Bebel-Straße 107 und 109) sowie die angrenzende Zeilenbebauung in der Chamissostraße – aus der Hand des Baumeisters Hermann Stöhr. Die Häuserzeile bildet eine homogen gestaltete, straßenbildprägende Einheit. Entstand als kaiserzeitliche Stadterweiterung der Reißiger Vorstadt. Viergeschossiger Putzbau auf Natursteinsockel. Straßenseitig abgewalmtes Satteldach. Vertikal in fünf Fensterachsen gegliedert. Pultdach mit drei Schleppgauben. In der seitlichen, rechten Fensterachse befindet sich der Hauseingang, der mit einem Korbbogen abschließt, wie auch die Erdgeschossfenster. Ansonsten in den Obergeschossen Rechteckfenster mit geohrten Fensterfaschen. Das Erdgeschoss mit Putznutung ist (wie auch beim Zwillingsbau Nr. 109) horizontal betont. Die späthistoristische Fassade schmücken geometrisierende Putz-Stuck-Ornamente mit Jugendstilanklängen, ein wellenförmiges Gurt- und Traufgesims, im 2. Obergeschoss Medaillons mit sechseckigen Wabenformen in den Fensterverdachungen. Das Innere blieb vergleichsweise unverändert (originales Treppenhaus). Weitgehend bauzeitliche Substanz erhalten, von baugeschichtlichem Wert. Zeugnis der urbanen, großstädtischen Bebauung der Stadt Plauen, deren Einwohnerzahl zur Bauzeit die Grenze von 100.000 überschritt. Das Mietshaus dokumentiert diese städtebauliche Entwicklung und Stadterweiterung. | 09307246 |
|                                         | Mietshaus in geschlossener Bebauung | August-Bebel-Straße 112 (Karte)            | 1906 | Teil eines gleichartigen Wohnquartiers der Ortserweiterung mit historisierenden Fassaden, von baugeschichtlichem Wert. Viergeschossig, fünf Achsen, Erdgeschoss Putz, seitlicher Eingang, zweiflügelige Haustür mit Oberlicht, über Erdgeschoss Gurtgesims, waagerechte Fensterverdachungen, im Bereich der Obergeschosse Putzstuck-Schmuckfelder mit floralen Motiven, Gauben vereinfacht. | 09247287 |
|                                         | Mietshaus in halboffener Bebauung | August-Bebel-Straße 117 (Karte)            | 1906 | Teil eines gleichartigen historisierenden Straßenzuges, von baugeschichtlicher Bedeutung. Viergeschossiger und fünfachsiger Putz-Klinker-Bau, das Erdgeschoss mit Putzrustika und Segmentbogenöffnungen, mittiger Eingang, die drei Obergeschosse mit gelbem Klinker, einfache Fensterverdachungen, Fensterbrüstungen teilweise durch Reliefs verziert bzw. schlichtem ornamentalem Schmuck, Eingang und Gaupen verändert. | 09246805 |
|                                         | Mietshaus in geschlossener Bebauung | August-Bebel-Straße 119 (Karte)            | 1906 | Teil eines gleichartigen historisierenden Straßenzuges, von baugeschichtlicher Bedeutung. Viergeschossig und vierachsig, das Erdgeschoss mit Putznutung, seitlicher Eingang mit verändertem Türblatt, die drei Obergeschosse mit gelbem Klinker, Putzbändern, floralen Schmuckfeldern, in der dritten Achse zweigeschossiger Rechteckerker, der mit Balkon abgeschlossen ist, vier Schleppgaupen. | 09246804 |
|                                         | Mietshaus in geschlossener Bebauung | August-Bebel-Straße 123 (Karte)            | 1904 | Teil einer historisierenden Zeile, von baugeschichtlicher Bedeutung. Viergeschossig, sechs Achsen, roter Klinkerbau mit regelmäßigem Wand-Öffnungs-Verhältnis, Erdgeschoss mit bogigen Öffnungen, Eingang rechts der Mitte, über Erdgeschoss Gurtgesims, die Fenster im Obergeschoss mit gotisierenden Bekrönungen, darin floraler Stuck, zwischen zweitem und drittem Obergeschoss Schmuckfelder, über kräftigem Traufgesims zentrales zweiachsiges Dachhäuschen mit Schweifgiebel, vier stehende kleine Gaupen. | 09247275 |
|                                         | Mietshaus in Ecklage in geschlossener Bebauung | August-Bebel-Straße 125 (Karte)            | 1904 | Mit Laden, als Eckhaus sowie als Teil einer gleichartigen Wohnquartierbebauung von baugeschichtlicher und bildprägender Bedeutung. Viergeschossiger roter Klinkerbau, Erdgeschoss Segmentbogenfenster, in den Obergeschossen gotisierende Fensterverdachungen, darin florale Motive, regelmäßiges Wand-Öffnungs-Verhältnis, die Horizontalbetonung wird durch Gurtgesims über Erdgeschoss und Traufgesims unterstützt, Eckbetonung durch zweigeschossigen kubischen Dachaufbau von je einer Achse, dort Schriftzug „Voka“ aus DDR-Zeit, links drei und vier kleine stehende Gaupen. | 09247274 |
|                                         | Mietshaus in geschlossener Bebauung | Beethovenstraße 2 (Karte)                  | 1903 | Historisierender Wohnhausbau der Ortserweiterung von baugeschichtlichem Wert. Gediegene dreigeschossige Fassade, Erdgeschoss mit Putznutung und bogigen Öffnungen, darüber Gurtgesims, unter dem Köpfe als Schlusssteine hängen, mittiger Eingang mit schöner zweiflügeliger Haustür vermittelt zwischen dem breiten Fenster links und den beiden schmalen Fenstern rechts, die fünf Achsen der Obergeschosse durch Pilaster mit Fantasiekapitellen sowie durch neobarocke Schmuckfelder zusammengefasst, über kräftigem Traufgesims rechts Dachhaus mit je zwei Kuppelfenstern, drei kleine stehende Gaupen. | 09247296 |
|                                         | Mietshaus in Ecklage in geschlossener Bebauung | Beethovenstraße 2a (Karte)                 | 1904 | Mit Laden, bildprägender Bau in historisierendem Stadterweiterungskontext, von baugeschichtlicher Bedeutung. Putzbau, Viergeschossig, polygonale Eckausbildung, hier über drei Achsen Dachausbau als fünftes Geschoss, Bekrönung nicht erhalten, Fenster teilweise als Zwillingsfenster ausgeführt, waagerechte Fensterverdachung und Zickzackfries, Putzstuckornament in Form von Köpfen, geometrischen Mustern, Kielbögen- und Vorhandbögen, Ladentüren mit bogigen Türen und Schaufenstern, urspr. Tordurchfahrt. | 09246854 |
|                                         | Mietshaus in geschlossener Bebauung | Beethovenstraße 3 (Karte)                  | 1901 | Einfache historisierende Fassade, von baugeschichtlichem Wert. Dreigeschossiger Putz-Klinker-Bau, fünf Achsen, geputzt sind Sockel und Hochparterre (Nutung), hier bogige Öffnungen, Eingang (reduziert) rechts, über Erdgeschoss Gurtgesims, die Fenster der Obergeschosse mit Blendbögen, Fenstereinfassung durch Formsteine, unter den Konsolen des zweiten Obergeschosses Putzstuck-Schmuckfelder vorwiegend mit floralen Motiven und Sonnenmotiv, kräftiges Traufgesims, Schleppgaupen. | 09247290 |
|                                         | Mietshaus in geschlossener Bebauung | Beethovenstraße 4 (Karte)                  | 1902 | Historisierende Jahrhundertwende-Fassade der Stadterweiterung, baugeschichtlich relevant. Dreigeschossiger und fünfachsiger Putz-Klinker-Bau, hoher Sockel und Hochparterre geputzt, eingezogener Eingang mittig, mit Jugendstiltür, über den Öffnungen florale und heraldische Gussstein-Bekrönungen, breites Gesims über Erdgeschoss, die Obergeschosse gelber Klinker, auch über den Öffnungen des ersten Obergeschosses gen. Bekrönungen sowie Dreieckgiebelchen, dahinter Triglyphenfries, in der Traufgesimszone weiteres Ornament (Girlanden), fünf kleine stehende Gaupen. | 09247297 |
|                                         | Mietshaus in geschlossener Bebauung | Beethovenstraße 5 (Karte)                  | 1900 | Historisierende Standardfassade der Stadterweiterung,baugeschichtliche Relevanz. Dreigeschossiger Putz-Klinker-Bau, Sockel und Hochparterre (genutet) geputzt, mittiger Eingang reduziert, Fensteröffnungen bogig, über Erdgeschoss Gurtgesims, die beiden Obergeschosse mit rotem Klinker, die Fensteröffnungen (mit Blendbögen) durch helle Formsteine gerahmt, zwischen den Geschossen ornamentierte Schmuckfelder, breite Schleppgaupen. | 09247414 |
|                                         | Mietshaus in geschlossener Bebauung | Beethovenstraße 6 (Karte)                  | 1900 | Historisierende Fassade der Jahrhundertwende, baugeschichtliche Relevanz. Dreigeschossiger gelber Klinkerbau von fünf Achsen, die Öffnungen durch Gusssteinformen gerahmt, Eingang mittig, die Fenster mit floraler und heraldischer Bekrönung (schlusssteinartig), über Erdgeschoss Gurtgesims, die Fenster des ersten Obergeschosses mit schwerer Dreiecksgiebel-Bekrönung, dahinter geputzter Triglyphenfries, auch das Traufgesims ornamental gestaltet, fünf stehende kleine Gaupen mit Dachüberstand. | 09247298 |
|                                         | Mietshaus in geschlossener Bebauung | Beethovenstraße 7 (Karte)                  | 1900 | Historisierender und materialästhetisch interessanter Bau der Jahrhundertwende, von baugeschichtlicher Bedeutung. Dreigeschossig, fünf Achsen, Putz-Klinker-Mischbauweise, auf rotem Klinkersockel geputztes Hochparterre, Fensterrahmungen und schwere Überdachung des mittigen Eingangs in geometrischem Putz-Stuck-Ornament, Kartusche mit Kleeblatt als Schlussstein, Erdgeschoss wird durch Gurtgesims optisch abgetrennt, die beiden Obergeschosse mit hell glasierten Ziegeln und ornamental genutzten roten Klinkern (auffällige bogige Umrahmung der Fenster des zweiten Obergeschosses, zudem grüne Konsolziegel), auch Gussstein-Verzierungen wie Vorhangbögen und floral-heraldische Schmuckfelder, die beiden rechten Achsen durch Zwerchhaus mit Treppengiebel überhöht, drei kleine stehende Gaupen, materialästhetisch interessante Fassade. | 09247291 |
|                                         | Mietshaus in geschlossener Bebauung | Beethovenstraße 8 (Karte)                  | 1900 | Historisierende Fassade der Jahrhundertwende, von baugeschichtlichem Wert. Dreigeschossiger gelber Klinkerbau von fünf Achsen, die Öffnungen durch Gusssteinformen gerahmt, Eingang mittig, die Fenster mit floraler und heraldischer Bekrönung (schlusssteinartig), über Erdgeschoss Gurtgesims, die Fenster des ersten Obergeschosses mit schwerer Dreiecksgiebel-Bekrönung, dahinter geputzter Triglyphenfries, auch das Traufgesims ornamental gestaltet, fünf stehende kleine Gaupen mit Dachüberstand. | 09247299 |
|                                         | Mietshaus in geschlossener Bebauung | Beethovenstraße 9 (Karte)                  | 1901 | Historisierender und materialästhetisch interessanter Bau der Jahrhundertwende, von baugeschichtlicher Bedeutung. Dreigeschossig, fünf Achsen, Putz-Klinker-Mischbauweise, auf rotem Klinkersockel geputztes Hochparterre, Fensterrahmungen und schwere Überdachung des rechtsseitigen Eingangs in geometrischem Putz-Stuck-Ornament, Erdgeschoss wird durch Gurtgesims optisch abgetrennt, die beiden Obergeschosse mit hell glasierten Ziegeln und ornamental genutzten roten Klinkern (auffällige bogige Umrahmung der Fenster des zweiten Obergeschosses, zudem grüne Konsolziegel), auch Gussstein-Verzierungen wie Vorhangbögen und floral-heraldische Schmuckfelder, zentraler eingeschossiger Rechteckerker mit Balkon, um den besagtes Ornament heraumläuft. | 09247292 |
|                                         | Mietshaus in geschlossener Bebauung | Beethovenstraße 10 (Karte)                 | 1901 | Historisierende Fassade der Jahrhundertwende, von baugeschichtlichem Wert. Dreigeschossiger gelber Klinkerbau von fünf Achsen, die Öffnungen durch Gusssteinformen gerahmt, Eingang links, die Fenster mit floraler und heraldischer Bekrönung (schlusssteinartig), über Erdgeschoss Gurtgesims, die Fenster des ersten Obergeschosses mit schwerer Dreiecksgiebel-Bekrönung, dahinter geputzter Triglyphenfries, auch das Traufgesims ornamental gestaltet, fünf stehende kleine Gaupen mit Dachüberstand. | 09247300 |
|                                         | Mietshaus in geschlossener Bebauung | Beethovenstraße 11 (Karte)                 | 1900 | Historisierendes Gebäude der Ortserweiterung, von baugeschichtlichem Wert. Dreigeschossiger und fünfachsiger Putz-Klinker-Bau, hoher Sockel und Hochparterre verputzt, großer Eingang über beide Zonen links, Gurtgesims sowohl über als auch unter dem Hochparterre, Fenster Erdgeschoss bogig mit Gusssteinrahmung, Fenster neben Eingang zwei Joche breit, die Obergeschosse mit weiß glasierten Ziegeln, die Fenster im ersten Obergeschoss mit Bogenfrieskonsolen und Vorhangbogen-Bekrönungen, zwischen den geschossen ornamentale Schmuckfelder, Aufhebung der Symmetrie durch zweigeschossigen flachen Rechteckerker über der Haustür sowie flachen Rechteckerker im zweiten Obergeschoss rechts, mit Kuppelfenster, ähnlich die Häuser 13 und 15, Fassade weitgehend gespiegelt in Nummer 17. | 09247293 |
| Weitere Bilder                          | Mietshaus in geschlossener Bebauung | Beethovenstraße 13, 15 (Karte)             | 1901 | Aufwendig dekoriertes Doppelwohnhaus der Jahrhundertwende, baugeschichtliche Bedeutung. Zwei × fünf Achsen, dreigeschossig, die Fassaden gespiegelt (Dachaufbauten), die beiden zweigeschossigen Rechteckerker mit geraden Verdachungen und die seitlichen Haustüren, Sockel und Hochparterre verputzt, die Obergeschosse mit hell glasierten Ziegeln, die Fenster im ersten Obergeschoss mit Bogenfries-Konsolen und Vorhangbogen-Bekrönung, Mansarddach, Schleppgauben. | 09247294 |
|                                         | Mietshaus in geschlossener Bebauung | Beethovenstraße 17 (Karte)                 | 1900 | Historisierendes Gebäude der Ortserweiterung, von baugeschichtlichem Wert. Dreigeschossiger und fünfachsiger Putz-Klinker-Bau, hoher Sockel und Hochparterre verputzt, großer Eingang über beide Zonen mittig, Gurtgesims sowohl über als auch unter dem Hochparterre, Fenster im Erdgeschoss bogig mit Werksteinrahmung, die Obergeschosse mit weiß glasierten Ziegeln, die Fenster im ersten Obergeschoss mit Bogenfrieskonsolen und Vorhangbogen-Bekrönungen, zwischen den Geschossen ornamentale Schmuckfelder, Aufhebung der Symmetrie durch zweigeschossigen flachen Rechteckerker rechts sowie flachen Rechteckerker im zweiten Obergeschoss links, mit Kuppelfenster, ähnlich die Häuser 13 und 15, Fassade weitgehend gespiegelt in Nummer 11. | 09247295 |
|                                         | Mietshaus in Ecklage in geschlossener Bebauung | Beethovenstraße 24 (Karte)                 | 1902 | Mit Laden, bildprägende historisierende Fassade, baugeschichtlich von Bedeutung. Dreigeschossiger Putz-Klinker-Bau von 7:vier Achsen, Sockel und das von Gesimsen oben und unten optisch abgetrennte Hochparterre verputzt, an der Hausecke je ein Schaufenster, rechts daneben Eingang, die Öffnungen in seltener Gussstein-Spitzbogenrahmung, die beiden Obergeschosse mit weiß glasierten Ziegeln, vorhangbogige und ornamentierte Gussstein-Bekrönung der Fenster, darüber im ersten Obergeschoss zum Teil waagerechte Verdachungen, Eckbetonung durch markanten 2:2-achsigen Fachwerk-Dachaufbau, zu jeder Seite jeweils mit Krüppelwalmdach, Reihe kleiner stehender Gaupen. | 09246837 |
|                                         | Mietshaus in halboffener Bebauung und in Ecklage, Teil einer Dreierhausgruppe | Beethovenstraße 29 (Karte)                 | Bezeichnet mit 1904 (am Blendgiebel)                                                                                           | Markanter Klinkerbau von städtebaulicher sowie baugeschichtlicher Bedeutung. Dreigeschossig, fünf mal drei mal vier Achsen, Erdgeschoss verputzt mit Putzquaderung, polygonale Eckausbildung, überhöht durch drei Spitzgiebel, repräsentative Ecke mit zweiläufiger Treppe zum Hauseingang, mit originalem Geländer aus der Erbauungszeit, Haustür zweiflügelig mit geschliffenen Glaseinsätzen ebenfalls original erhalten, die Fassade wird geprägt von zwei polygonalen Erkern, die Brüstungsfelder dieser Erker sind im zweiten Obergeschoss mit floraler Ornamentik dekoriert. | 09300048 |
|                                         | Mietshaus in halboffener Bebauung, mit Einfriedung | Beethovenstraße 33 (Karte)                 | 1902 | Teil des als Doppelwohnhaus konzipierten Gebäudes mit späthistoristischer Dekoration, von baugeschichtlicher Bedeutung. Dreigeschossig, sechs Achsen, gelber Klinker, Hauseingang seitlich, Erdgeschoss Bogenfenster, sonst Rechteckfenster, im ersten Obergeschoss zweiachsiger Rechteckerker, im zweiten Obergeschoss polygonaler, die Symmetrie aufhebender kleiner Erker, Dachausbau in Mitte der Traufseite, Walmdach, Erdgeschoss teilweise Putz mit Rustikalgliederung. Einfriedung: Eisenzaun. | 09246660 |
|                                         | Mietshaus in geschlossener Bebauung | Beethovenstraße 34 (Karte)                 | 1908 | Mit anspruchsvoller reformstiliger/landhausstiliger Gestaltung, von baugeschichtlichem Wert. Wie Doppelhaus gestaltet gemeinsam mit Nummer 36, dreigeschossig und fünfachsig, im Bereich der beiden rechten Achsen mit spitz zulaufendem Giebel und weiterem Geschoss, Bossenquaderung im Sockelgeschoss und teilweise Erdgeschoss aus rötlichem Sandstein, Sohlbänke und weitere Wandfelder aus dem gleichen (scharrierten) Stein, Schleppgaube, die Holzverkleidung der Traufe mit („russisch“ anmutender) aufgemalter Kassettierung. | 09247301 |
|                                         | Doppelwohnhaus in halboffener Bebauung | Beethovenstraße 35, 37 (Karte)             | 1904 | Repräsentativer Putzbau mit Jugendstilapplikationen, baugeschichtliche Bedeutung. Mit Gluckstraße 16 Häusergruppe gleicher Gestaltung bildend, dreigeschossiger Putzbau, zentraler Dachausbau mit rundbogigem Abschluss (Kämpfer), rechte und linke Doppelachse mit polygonalen zweigeschossigen Erkern, Putzstuckverzierungen mit floralen Motiven, Mansarddach mit Schleppgauben, Erdgeschoss mit Kammzugputz und Putznutung, Hauseingang im Sockelgeschoss, Hochparterre Rundbogenfenster, die Obergeschoss-Fenster gekuppelt. | 09247321 |
|                                         | Mietshaus in halboffener Bebauung | Beethovenstraße 36 (Karte)                 | 1912 | Mit anspruchsvoller reformstiliger/landhausstiliger Gestaltung, von baugeschichtlichem Wert. Wie Doppelhaus gestaltet mit Nummer 34, dreigeschossig und fünfachsig, im Bereich der beiden linken Achsen mit spitz zulaufendem Giebel und weiterem Geschoss, Bossenquaderung im Sockelgeschoss und teilweise Erdgeschoss aus Sandstein, Sohlbänke und weitere Wandfelder aus dem gleichen (scharrierten) Stein, Schleppgaube, die Holzverkleidung der Traufe mit („russisch“ anmutender) aufgemalter Kassettierung. Im Gegensatz zum gleich gestalteten Nachbargebäude hat dieses Haus, da in halboffener Bebauung, eine weitere Fassade, die Giebel-Eckgestaltung hat auf der Seite daher einen weiteren Dreiecksgiebel, das Dach dahinter mansardartig mit zwei Schleppgaupen. | 09247302 |
|                                         | Mietshaus in Ecklage in halboffener Bebauung | Beethovenstraße 50 (Karte)                 | 1903 | Mit Laden, historisierende Fassade, als Eckhaus bildprägend, baugeschichtliche Bedeutung. Dreigeschossiger Putz-Klinker-Bau mit Eckbetonung durch zweigeschossigen schräggestellten Rechteckerker mit Dachausbau (Haube), flankiert von je einem Zwerchhaus mit geschweiftem Giebel, Erdgeschoss geputzt, Ladenzone mit Rundbogenfenstern, die Obergeschosse über Gurtgesims roter Klinker (Pilaster), Eckfenster gekuppelt, zwischen den Öffnungen Gussstein-Schmuckfelder mit floralem wie geometrischem Ornament, Eckhaus ist als Kopfbau einer Gruppe gleichartig gestalteter Wohnhäuser gleicher Bauzeit städtebaulich wirksam. | 09247307 |
|                                         | Mietshaus in halboffener Bebauung | Bertrand-Roth-Straße 7 (Karte)             | 1903 | Teil einer gleichartig gestalteten späthistoristischen Häusergruppe, von baugeschichtlichem Wert. Mit Bertrand-Roth-Straße 9, 11 und Schumannstraße 28 eine Häusergruppe gleicher Gestaltung bildend, dreigeschossiger roter Klinkerbau auf hellem Putzsockel, horizontale Betonung durch die Geschosse markierende Gurtgesimse, 5:2 Achsen, die Fenster mit heller Putzrahmung, das erste Obergeschoss durch rundbogige und Dreiecksverdachungen als piano nobile stilisiert, Zwerchhäuser einachsig mit Stufengiebeln, diese durch konkave und konvexe Bögen bekrönt sowie Sonnensymbolik, originale Gauben mit Zeltdächern. | 09247315 |
|                                         | Mietshaus in geschlossener Bebauung | Bertrand-Roth-Straße 9 (Karte)             | Um 1905 | Teil einer gleichartig gestalteten späthistoristischen Häusergruppe, von baugeschichtlichem Wert. Mit Bertrand-Roth-Straße 7, 11 und Schumannstraße 28 eine Häusergruppe gleicher Gestaltung bildend, dreigeschossiger roter Klinkerbau mit hellen Betonreliefs als Dekoration mit ornamentalen und floralen Motiven, erstes Obergeschoss mit Fensterverdachungen mit Dreiecksgiebeln und Segmentbögen, Zwerchhäuser einachsig mit Stufengiebeln, diese durch konkave und konvexe Bögen bekrönt sowie Sonnensymbolik, originale Gauben mit Zeltdächern. | 09247314 |
|                                         | Mietshaus in Ecklage in geschlossener Bebauung | Bertrand-Roth-Straße 11 (Karte)            | 1903 | Teil einer gleichartig gestalteten späthistoristischen Häusergruppe von baugeschichtlichem Wert. Mit Bertrand-Roth-Straße 7, 9 und Schumannstraße 28 eine Häusergruppe gleicher Gestaltung bildend, dreigeschossiger roter Klinkerbau, Betonreliefs als Dekoration mit ornamentalen und floralen Motiven, erstes Obergeschoss mit Fensterverdachungen mit Dreiecksgiebeln und Segmentbögen, Zwerchhäuser einachsig mit Stufengiebeln, diese durch konkave und konvexe Bögen bekrönt sowie Sonnensymbolik, originale Gauben mit Zeltdächern. | 09247313 |
|                                         | Mietshaus in Ecklage in geschlossener Bebauung | Bonhoefferstraße 138 (Karte)               | 1903 | Historisierender Klinkerbau der Stadterweiterung, baugeschichtliche Bedeutung. Dreigeschossiger roter Klinkerbau mit hohem geputztem Sockel (Bossenquaderung), Hochparterre mit Segmentbogenfenstern, Eckbetonung durch abgeschrägte Achse und dreiachsigen polygonalen Dachaufbau als viertem Geschoss, Putzbänder und Gesimse sowie Gussstei-Fensterrahmungen als Dekor, erstes Obergeschoss gestalterisch betont durch Dreieckgiebelverdachungen, Gauben mit Satteldach original mit Verblechung. | 09246859 |
|                                         | Mietshaus in Ecklage in geschlossener Bebauung | Bonhoefferstraße 140 (Karte)               | 1899 | Ursprünglich mit Gaststätte, historisierender Bau der Stadterweiterung um 1900, baugeschichtliche Relevanz. Dreigeschossiger gelber Klinkerbau, 5:vier Achsen, dazu Eckbetonung durch schräggestellte Achse mit dreigeschossigem, in den Dachbereich hineinragenden Rechteckerker mit Kuppelfenstern, flankiert im Dachbereich von zwei Zwerchhäusern mit Schweifgiebeln, Sockel mit roten Klinkerverblendern, Kellerfenster mit Werksteingewänden, Erdgeschoss mit großen Rundbogenfenstern (Schlusssteine), Eingang (zweiflügeliges Haustor mit Oberlicht) an der linken Seite, weitere (Gaststätten-)tür an der Hausecke, kräftiges Gurtgesims teilt Erdgeschoss optisch ab, erstes Obergeschoss durch waagerechte Fensterverdachung und Fensterbrüstungen mit Zweischneuß gestalterisch betont, fünf zweiachsige Gaupen mit geschwungener Bekrönung. | 09246860 |
|                                         | Mietshaus in geschlossener Bebauung | Bonhoefferstraße 148 (Karte)               | 1899 | Mit historisierender Fassade der Stadterweiterung um 1900, baugeschichtliche Bedeutung. Dreigeschossig und fünfachsig, Erdgeschoss verputzt (Nutung), mit Rundbogenöffnungen und zentralem Eingang (zweiflügelige Haustür mit Oberlicht), über Gurtgesims die Obergeschosse in gelbem Klinker, hier weitere Gesimsflächen mit Putz-Stuck-Ornamentfeldern, Fensterbekrönungen durch Schlusssteine (Köpfe), vom Jugendstil beeinflusste Ornamentik (Köpfe, Ranken) auch über den Fenstern der anderen Geschosse, Bögen, vier schöne Gauben mit Pyramidenhelm, eine Gaube vermutlich erweitert und verändert, gekacheltes Vestibül mit schönen Blütenkacheln und mit Rundbogendecke mit Sternenbemalung. | 09246861 |
|                                         | Mietshaus mit Gaststätte in Ecklage in geschlossener Bebauung | Bonhoefferstraße 150 (Karte)               | 1899 | Historisierender Bau der Stadterweiterung um 1900, baugeschichtliche Relevanz. Dreigeschossig, Ecke polygonal ausgebildet, verputztes Erdgeschoss mit großen Rundbogenfenstern, über Putzgesims zwei Geschosse in gelbem Klinker, Eckbetonung durch über dem Erdgeschoss ansetzenden, dreigeschossigen Rechteckerker mit kleiner Walmdachbekrönung, flankiert von je einem spitz gegiebeltem Dachausbau, weiterer gleich gestalteter Dachausbau über den beiden linken Jochen, Putzstuck- und Gusssteingestaltung besonders der Fenster im Eckbereich (z. B. Ädikulen), an jeder Hausseite vier stehende Gaupen. | 09246862 |
|                                         | Mietshaus in Ecklage in geschlossener Bebauung | Bonhoefferstraße 152 (Karte)               | 1901 | Mit Laden, historisierender Bau der Stadterweiterung um 1900, von baugeschichtlicher Bedeutung. Dreigeschossiger Bau in Putz-Klinker-Mischbauweise, verputztes Erdgeschoss mit Ladenzone und Rundbogenfenstern, abgeschlossen von kräftigem Gurtgesims, in der Form als Traufgesims wiederholt, die Obergeschosse roter Klinker, die Fenster aller Geschosse mit pittoresker Gusssteinrahmung, Eckbetonung durch Ladentür mit kleiner Freitreppe und schräggestellten zweigeschossigen Rechteckerker mit Kuppelfenstern, der über dem Erdgeschoss ansetzt und im Dachbereich polygonal endet, hier flankiert je von einem zweiachsigen Dachhäuschen mit Walmdach, mehrere stehende kleine Gaupen, eine in ihrer Größe verändert. | 09246865 |
| Weitere Bilder                          | Doppelwohnhaus in geschlossener Bebauung | Bonhoefferstraße 153, 155 (Karte)          | 1901 | Straßenbildprägendes Gebäude des Stadterweiterungs-Historismus um 1900, u. a. baugeschichtliche Bedeutung. Als Doppelhaus konzipiert, dreigeschossiger zwölfachsiger gelber Klinkerbau mit eingezogenem Eingang (153) bzw. Toreinfahrt (155), Fassade zusammengefasst durch einheitliche Reihung der Öffnungen, durchlaufendes Gurtgesims über dem Erdgeschoss und zentrales vierachsiges, durch Giebelaufbau bekröntes Dachhaus, hohes, durch Geländesenkung in Richtung Nummer 153 zunehmendes Kellergeschoss, Fenster mit waagerechter oder segmentbogiger Fensterverdachung, letztere mit Putzstuck-Zierrat, auch im zweiten Obergeschoss ornamentale Fensterbekrönungen, Reihe kleiner stehender Gaupen, je vier rechts und links neben dem Dachhaus. | 09246869 |
|                                         | Mietshaus in geschlossener Bebauung | Bonhoefferstraße 154 (Karte)               | Um 1900 | Historisierender Bau mit pittoresker Fassade, baugeschichtliche Relevanz. Dreigeschossig, vier Achsen, geputzter hoher Sockel mit seitlicher Toreinfahrt, Hochparterre weiß-grün gestreift durch glasierte Ziegel, die Obergeschosse darüber rote Klinker. Ganz eigenständig die verbreiterte rechte Achse über der Toreinfahrt: im Hochparterre helle glasierte Ziegel und Zwillingsfenster, darüber fast runder, gestaffelter zweigeschossiger neobarocker Erker, der im Dachbereich von bogig gegiebeltem Zwerchhaus hinterfangen wird und mit spitz zulaufenden Geschossgesimsen versehen ist. Reiche Dekoration, u. a. Kopfdarstellungen, Blattmotive, eingestellter Pilaster, drei Gauben mit Satteldächern und Schwebegiebeln. Sockel ursprünglich mit Theumaer Schiefer verblendet. | 09246866 |
|                                         | Mietshaus in geschlossener Bebauung | Bonhoefferstraße 156 (Karte)               | 1901 | Historisierende Fassade der Jahrhundertwende, mit pittoreskem Eckerker, baugeschichtlich von Bedeutung. Dreigeschossiger Putz-Klinker-Bau mit sechs Achsen, die linke Achse wird durch den rundbogigen Eingang, darüber durch einen zweigeschossigen, fast runden neobarocken Erker und ein im Dachbereich diesen hinterfangenes Dachhäuschen mit Rundbogenabschluss gebildet (vgl. Nummer 154), auf hohem Sockel aus Theumaer Schiefer befindet sich das geputzte Hochparterre mit Rundbogenfenstern, über einem Gurtgesims folgen die Obergeschosse aus rotem Klinker, deren Öffnungen von Gusssteinformen gerahmt sind, fünf Gauben mit Satteldach und Schwebegiebeln. | 09246867 |
|                                         | Mietshaus in geschlossener Bebauung | Bonhoefferstraße 157 (Karte)               | 1900 | Historisierende Fassade der Stadterweiterung, baugeschichtliche Relevanz. Dreigeschossig und fünfachsig, Erdgeschoss verputzt (Nutung), zentraler Eingang mit zweiflügeliger verzierter Haustür mit Oberlicht und Zahnschnittfries, die geraden Fenster mit Schlusssteinen, über kräftigem Gurtgesims zwei Geschosse in rotem Klinker, die Fenstergestaltung durch Putz-Stuck- und Gusssteinformen, Fenster im ersten Obergeschoss hervorgehoben durch waagerechte Fensterverdachung bzw. Dreieckgiebelverdachung, über Fenstern reliefiert, Fensterbrüstungen teilweise mit eingestellten Balustern, zweites Obergeschoss mit waagerechter Fensterverdachung und Reliefs, schlichte stehende Gauben. | 09246870 |
|                                         | Mietshaus in Ecklage in geschlossener Bebauung | Breitscheidstraße 59 (Karte)               | 1898 | Mit Laden, Baumeisterarchitektur der Stadterweiterung um 1900, baugeschichtlich von Bedeutung. Dreigeschossiger gelber Klinkerbau, zwei mal vier Achsen, dazu Eckrisalit mit je einer (vergrößerten) Achse und Dachaufbau als viertes Geschoss, großer rundbogiger Eingang seitlich, Erdgeschoss optisch durch kräftiges Gurtgesims abgetrennt, auch die anderen Geschosse mit Gesimsen, erstes Obergeschoss mit waagerechter Fensterverdachung, Laden an Ecke verändert. | 09246877 |
|                                         | Mietshaus in geschlossener Bebauung | Breitscheidstraße 61 (Karte)               | 1898 | Historisierende Straßenzeile der Stadterweiterung um 1900, baugeschichtliche Bedeutung. Teil eines gleichartigen Straßenzuges, dreigeschossiger gelber Klinkerbau, fünf Achsen, Fenster betont durch Gusssteingewände und waagerechte Fensterverdachungen im ersten Obergeschoss, das mittlere Fenster des ersten Obergeschosses mit Dreieckgiebelverdachung, Gurtgesims über Erdgeschoss, mittige Haustür, Erdgeschoss Segmentbogenfenster mit roter Ziegelbekrönung, fünf kleine stehende Gaupen. | 09246878 |
|                                         | Mietshaus in geschlossener Bebauung | Breitscheidstraße 63 (Karte)               | Um 1900 | Historisierende Straßenzeile der Stadterweiterung um 1900, baugeschichtliche Bedeutung. Teil eines gleichartigen Straßenzuges, dreigeschossiger gelber Klinkerbau, fünf Achsen, Fenster betont durch Gusssteingewände und waagerechte Fensterverdachungen im ersten Obergeschoss, das mittlere Fenster des ersten Obergeschosses mit Dreieckgiebelverdachung, Gurtgesims über Erdgeschoss, mittige Haustür, Erdgeschoss Segmentbogenfenster mit roter Ziegelbekrönung, fünf kleine stehende Gaupen. | 09246879 |
|                                         | Mietshaus in geschlossener Bebauung | Breitscheidstraße 65 (Karte)               | 1898 | Historisierende Straßenzeile der Stadterweiterung um 1900, baugeschichtliche Bedeutung. Teil eines gleichartigen Straßenzuges, dreigeschossiger gelber Klinkerbau, fünf Achsen, Fenster betont durch Gusssteingewände und abwechselnd waagerechte und dreiecksgegiebelte Fensterverdachungen im ersten Obergeschoss, Gurtgesims über Erdgeschoss, seitliche zweiflügelige Haustür (Rundbogen), Erdgeschoss Segmentbogenfenster mit roter Ziegelbekrönung, fünf kleine stehende Gaupen. | 09246880 |
|                                         | Mietshaus in geschlossener Bebauung | Breitscheidstraße 66 (Karte)               | 1900 | Historisierende Straßenzeile der Stadterweiterung um 1900, baugeschichtliche Bedeutung. Teil eines gleichartigen Straßenzuges, dreigeschossiger gelber Klinkerbau, sechs Achsen, Fenster betont durch Gusssteingewände und abwechselnd waagerechte und bogige Fensterverdachungen im ersten Obergeschoss, Gurtgesims über Erdgeschoss, seitlicher Eingang, Erdgeschoss Segmentbogenfenster, sechs kleine stehende Gaupen. | 09246884 |
|                                         | Mietshaus in geschlossener Bebauung | Breitscheidstraße 67 (Karte)               | 1899 | Historisierende Straßenzeile der Stadterweiterung um 1900, baugeschichtliche Bedeutung. Teil eines gleichartigen Straßenzuges, dreigeschossiger gelber Klinkerbau, fünf Achsen, Fenster betont durch Gusssteingewände und abwechselnd waagerechte und spitzbogige Fensterverdachungen im ersten Obergeschoss, Gurtgesims über Erdgeschoss, seitlicher Eingang, fünf kleine stehende Gaupen. | 09246881 |
|                                         | Mietshaus in geschlossener Bebauung | Breitscheidstraße 68 (Karte)               | 1900 | Historisierende Straßenzeile der Stadterweiterung um 1900, baugeschichtliche Bedeutung. Teil eines gleichartigen Straßenzuges, dreigeschossiger gelber Klinkerbau, sechs Achsen, Fenster betont durch Gusssteingewände und abwechselnd waagerechte und bogige Fensterverdachungen im ersten Obergeschoss, Gurtgesims über Erdgeschoss, seitlicher Eingang in einer Achse als flacher Seitenrisalit, Erdgeschoss Bogenfenster, sechs kleine stehende Gaupen. | 09246885 |
|                                         | Mietshaus in geschlossener Bebauung | Breitscheidstraße 70 (Karte)               | 1896 | Historisierende Straßenzeile der Stadterweiterung um 1900, baugeschichtliche Bedeutung. Teil eines gleichartigen Straßenzuges, dreigeschossiger gelber Klinkerbau, fünf Achsen, Fenster betont durch Gusssteingewände, Putz-Stuck-Ornament sowie durch abwechselnd rund- und spitzbogige Fensterverdachungen im ersten Obergeschoss, Gurtgesims über Erdgeschoss, seitlicher Eingang (verändert), Gaupen durch Dachliegefenster ersetzt. | 09246886 |
|                                         | Mietshaus in halboffener Bebauung | Breitscheidstraße 71 (Karte)               | 1899 | Historisierende Straßenzeile der Stadterweiterung um 1900, baugeschichtliche Bedeutung. Teil eines gleichartigen Straßenzuges, dreigeschossiger gelber Klinkerbau, fünf Achsen, Fenster betont durch Gusssteingewände und waagerechte Fensterverdachungen im ersten Obergeschoss, das mittlere Fenster des ersten Obergeschosses mit Dreieckgiebelverdachung, Gurtgesims über Erdgeschoss, mittige Haustür, Erdgeschoss Segmentbogenfenster mit roter Ziegelbekrönung, fünf kleine stehende Gaupen. | 09246882 |
|                                         | Mietshaus in geschlossener Bebauung | Breitscheidstraße 72 (Karte)               | 1897 | Historisierende Straßenzeile der Stadterweiterung um 1900, baugeschichtliche Bedeutung. Teil eines gleichartigen Straßenzuges, dreigeschossiger gelber Klinkerbau, vier Achsen, Fenster betont durch Gusssteingewände, Putz-Stuck-Ornament sowie durch abwechselnd rund- und spitzbogige Fensterverdachungen im ersten Obergeschoss, Gurtgesims über Erdgeschoss, seitlicher eingezogener Eingang, vier stehende kleine Gaupen. | 09246887 |
|                                         | Mietshaus in Ecklage in geschlossener Bebauung | Breitscheidstraße 74 (Karte)               | 1897 | Mit Laden, Baumeisterarchitektur der Stadterweiterung um 1900, baugeschichtlich von Bedeutung. Dreigeschossiger gelber Klinkerbau, zwei mal drei Achsen, dazu Eckrisalit mit je einer (vergrößerten) Achse und Dachaufbau als viertes Geschoss, Erdgeschoss optisch durch kräftiges Gurtgesims abgetrennt, auch die anderen Geschosse mit Gesimsen, erstes Obergeschoss mit Putzstuckfensterverdachungen (rund-und spitzbogig), verschiedene reliefartige Dekorationen, Fensterbrüstungen teilweise mit Diamantquaderung, Laden an Ecke zum Teil verändert, einfache Gauben mit Satteldach. | 09246864 |
|                                         | Mietshaus in geschlossener Bebauung | Breitscheidstraße 75 (Karte)               | 1900 | Historisierende Baumeisterarchitektur um 1900, baugeschichtliche Bedeutung. Dreigeschossiger fünfachsiger Putz-Klinker-Bau, das Erdgeschoss verputzt, Haustür mittig, die Öffnungen profiliert rundbogig mit Schlusssteinen, über Erdgeschoss Gurtgesims, die Obergeschosse roter Klinker, Gussstein-Ornamentik über den Fenstern des ersten Obergeschosses, Fenster im zweiten Obergeschoss mit korbbogig, fünf Gauben mit Satteldach. | 09246888 |
|                                         | Mietshaus in geschlossener Bebauung | Breitscheidstraße 76 (Karte)               | 1900 | Historisierende Baumeisterarchitektur um 1900, baugeschichtliche Bedeutung. Dreigeschossiger fünfachsiger Putz-Klinker-Bau, das Erdgeschoss mit Putznutung, Bogenöffnungen, Eingang mittig, Bekrönungen und Konsolen mit Putzstuckzierrat, über Erdgeschoss profiliertes Gurtgesims, die Obergeschosse gelber Klinker, auch hier mehrere Gesimse, Fensterbekrönungen bogig im ersten Obergeschoss, Köpfe im zweiten Obergeschoss, die Bogenfelder sowie Schmuckfelder Putzstuckzierrat. Fünf Gauben, davon vier mit Pyramidenhelm. | 09246891 |
|                                         | Mietshaus in geschlossener Bebauung | Breitscheidstraße 81 (Karte)               | 1905 | Historisierende Stadterweiterungsarchitektur, baugeschichtliche Relevanz. Viergeschossiger roter Klinker Bau mit starken Putzelementen, sechs Achsen, zweigeschossiger Erker mittig über zwei Achsen, an Brüstungen und zwischen den Fenstern florale und geometrische, vom Jugendstil beeinflusste Elemente, dreiachsiger Dacherker im Bereich der zwei rechten Achsen, Ladenzone, Haustür und Fenster erneuert. | 09246889 |
|                                         | Mietshaus in geschlossener Bebauung | Breitscheidstraße 84 (Karte)               | Um 1905 | Putzbau mit Zierfachwerk von baugeschichtlicher Relevanz. Viergeschossig, davon eigenständig hohes Sockelgeschoss mit seitlichem Eingang, dieser und die Öffnungen im Stock darüber rundbogig, die Obergeschosse trennt optisch ein Gesims, das auch an der Fassade des Nachbarhauses weiterläuft, im Bereich der beiden linken Achsen im vierten Geschoss Zierfachwerk, gegiebelt im Dachbereich, zwei Schleppgauben. | 09247402 |
|                                         | Mietshaus in Ecklage in geschlossener Bebauung | Breitscheidstraße 86 (Karte)               | Bezeichnet mit 1903 | Bildprägendes, reich dekoriertes historistisches Gebäude von baugeschichtlicher Bedeutung. Viergeschossiger Putzbau, Sockel Bossenquaderung, Erdgeschoss mit Putznutung, oben und unten gerahmt von kräftigen Gesimsen, die drei Obergeschosse gestaltet durch einige Kuppelfenster und Verdachiungen mit Dreiecksgiebeln, Eckbetonung durch über dem Erdgeschoss ansetzenden, in der schräg gestellten Achse viergeschossig sich erhebenden und mit Pyramidenstumpfhelm abgeschlossenen Rechteckerker, flankiert von zwei einachsigen Dachaufbauten. | 09246890 |
|                                         | Mietshaus in geschlossener Bebauung | Breitscheidstraße 106 (Karte)              | Um 1900 | Historisierende Straßenzeile der Stadterweiterung um 1900, baugeschichtliche Bedeutung. Dreigeschossiger und fünfachsiger Putz-Klinker-Bau, Erdgeschoss Putz mit Rustikalgliederung, bogige Öffnungen mit Schlusssteinen, Eingang mittig, beide Obergeschosse gelber Klinker, dort teilweise Fensterbrüstungsreliefs erhalten mit floralen Motiven und Wappendarstellungen, Fensterverdachungen durch waagerechtes Gebälk und Dreieckgiebel, Mansarddach mit fünf originalen Gauben, im Hausflur Reste eines Wandbildes (eventuell Alpenpanorama mit Dorf und Kirche). | 09246649 |
|                                         | Mietshaus in jetzt offener Bebauung | Breitscheidstraße 113 (Karte)              | 1904 | Historisierender Bau der Stadterweiterung um 1900, baugeschichtliche Bedeutung. Dreigeschossiger gelber Klinkerbau auf hohem Sockel, Eingang rechts, womöglich auch Produktionsgebäude, die sechs Achsen werden durch die Klinkerfelder lisenenartig geteilt, die beiden Mittelachsen durch porphyfarbene Kolossal-„Hermen“-Pilaster gerahmt (Jugendstilköpfe als Konsolen und Kapitelle), Fensterbrüstungen mit Putzstuckreliefs (jugendstilige Blattmotive), sechs Gauben mit Segmentbogenabschluss. Über den beiden mittleren Erdgeschoss-Achsen großer Bogen mit Schlussstein, der die Fassade maßgeblich prägt, darin Fächer. | 09246809 |
|                                         | Mietshaus in halboffener Bebauung | Breitscheidstraße 117 (Karte)              | 1905 | Historisierende Straßenzeile der Stadterweiterung um 1900, baugeschichtliche Bedeutung. Dreigeschossiger Putz-Klinker-Bau auf hohem Sockel, Erdgeschoss Putznutung, Fensterverdachung mit roten Klinkern, Sockelgeschoss mit Hauseingang, die Obergeschosse roter Klinker mit ornamentalen Gussstein-Fensterrahmungen, Mansarddach mit Schleppgauben. | 09246810 |
|                                         | Mietshaus in geschlossener Bebauung | Breitscheidstraße 119 (Karte)              | 1904 | Historisierende Straßenzeile der Stadterweiterung um 1900, baugeschichtliche Bedeutung. Dreigeschossiger Putz-Klinker-Bau auf hohem Sockel, dort mittig bekrönter Eingang, Hochparterre fünf Achsen Segmentbogenfenster, die Obergeschosse roter Klinker mit ornamentalen Gussstein-Fensterrahmungen, im ersten Obergeschoss wellenförmige Verdachung, Blattfries am Traufgesims, Mansarddach mit Schleppgauben. | 09246811 |
|                                         | Mietshaus in Ecklage in geschlossener Bebauung | Breitscheidstraße 126 (Karte)              | Bezeichnet mit 1899 | Bildprägender Historismusbau der Stadterweiterung, baugeschichtliche Bedeutung. Dreigeschossiger dunkler Klinkerbau auf hohem Sockel, polygonale Eckausbildung (drei Achsen in Dachausbauten endend, die mittlere schräg gestellt), wahrscheinlich ursprünglich mit Ladentür, Erdgeschoss bogige Öffnungen, darüber kräftiges Gurtgesims, erstes Obergeschoss mit Fensterverdachung durch waagerechtes Gebälk und Dreieckgiebel, Fenster flankiert von Pilastern oder Stabprofilen, mit Schlusssteinen, glasierte Ziegel zur Dekoration, Haus bezeichnet „A D 1899“, Mansarddach, liegende Dachfenster. | 09246857 |
|                                         | Kessel- und Maschinenhaus, Wasserturm, kleine und große Viehhalle (ehemalige Schweine- und Kleinviehverkaufshalle sowie Rinderverkaufshalle), Schlachthallen (ehemalige Schweine- und Kleinviehschlachthalle und Rinderschlachthalle), ehemaliger Rinder- und Pferdestall, Verwaltungsgebäude sowie ehemalige Fellage und Großviehkuttelei und Einfriedungsmauer (Einzeldenkmale zu ID-Nr. 09246786) | Breitscheidstraße 127 (Karte)              | 1898–1901 | Einzeldenkmale der Sachgesamtheit Schlachthof; weitgehend original erhaltene Funktionsbauten eines der wenigen noch nahezu vollständig erhaltenen Schlachthöfe im Regierungsbezirk Chemnitz von baugeschichtlicher, ortsgeschichtlicher, produktionsgeschichtlicher und sozialgeschichtlicher Bedeutung (siehe Schlachthofstraße 1, 1a, 3, 3a, 3b) | 09301835 |
|                                         | Mietshaus in geschlossener Bebauung | Breitscheidstraße 128 (Karte)              | 1899 | Historisierende Straßenzeile der Stadterweiterung um 1900, baugeschichtliche Bedeutung. Dreigeschossiger und fünfachsiger brauner Klinkerbau, hoher Sockel, Eingang mittig, Erdgeschoss-Öffnungen bogig, über Erdgeschoss kräftiges Gesims, die Fenster im ersten Obergeschoss miz abwechselnd gerader und Dreiecksverdachung, die Fenster im zweiten Obergeschoss einfacher verdacht, fünf stehende Gaupen. | 09246856 |
|                                         | Mietshaus in geschlossener Bebauung | Breitscheidstraße 130 (Karte)              | 1900 | Historisierende Straßenzeile der Stadterweiterung um 1900, baugeschichtliche Bedeutung. Dreigeschossiger und fünfachsiger brauner Klinkerbau, hoher Sockel, Eingang mittig, Erdgeschoss-Öffnungen bogig mit Schlusssteinen, über und unter Erdgeschoss kräftige Gesimse, die Fenster im ersten Obergeschoss mit abwechselnd gerader und Dreiecksverdachung und Löwenkopfplastiken, die Fenster im zweiten Obergeschoss einfacher verdacht, fünf stehende Gaupen. | 09246855 |
|                                         | Mietshaus in Ecklage in geschlossener Bebauung | Breitscheidstraße 136 (Karte)              | Bezeichnet mit 1901 | Bildprägender historisierender Bau der Stadterweiterung, baugeschichtliche Bedeutung. Dreigeschossiger dunkelroter Klinkerbau, die Eck- und Seitenachsen durch giebelartige Dachaufbauten viergeschossig, Erdgeschoss große Rundbogenfenster (ehemaliger Laden), abgeschlossen durch kräftiges Gesims, ansonsten Rechteckfenster, waagerechte Gebälke mit Dreipässen oder Vorhangbögen als Verdachungen, zusätzliche Gliederung der Fassade durch zweigeschossigen Rechteckerker ab erstem Obergeschoss, Schleppgauben, Toreinfahrt mit zweiflügeligem Tor mit Oberlicht. | 09246850 |
|                                         | Mietshaus in geschlossener Bebauung | Breitscheidstraße 138 (Karte)              | 1898 | Historisierende Straßenzeile der Stadterweiterung um 1900, baugeschichtliche Bedeutung. Dreigeschossiger dunkelroter Klinkerbau, die mittlere der fünf Achsen als flacher, im Dachbereich durch Stufengiebel bekrönter Mittelrisalit, Erdgeschoss bogige Öffnungen, Eingang mittig, hier und im ersten Obergeschoss Schlusssteine, rundbogige Bekrönung im ersten Obergeschoss mit ornamentalen Putzstuck-Feldern, zweites Obergeschoss mit Art Vorhangbögen, das einstige Gurtgesims über Erdgeschoss und das Traufgesims existieren nicht mehr, auch die Gaupen nicht. | 09246851 |
|                                         | Mietshaus in geschlossener Bebauung | Breitscheidstraße 140 (Karte)              | 1899 | Historisierende Straßenzeile der Stadterweiterung um 1900, baugeschichtliche Bedeutung. Dreigeschossiger und sechsachsiger roter Klinkerbau, Erdgeschoss Segmentbogenfenster, darüber ehemals Gurtgesims, Eingang mit Oberlicht seitlich, die Fenster im ersten Obergeschoss bogig stuckbekrönt, Schlusssteine, die Fenster im zweiten Obergeschoss mit Art Vorhangbögen, auch Traufgesims heute nur noch Putzfläche, über den beiden rechten Achsen Dachaufbau mit spitzbogigem Giebel. | 09246852 |
|                                         | Mietshaus in halboffener Bebauung | Breitscheidstraße 142 (Karte)              | 1899 | Historisierende Straßenzeile der Stadterweiterung um 1900, baugeschichtliche Bedeutung. Ähnliche Gestaltung wie Nachbarhäuser, fünfachsig, dreigeschossig, es fehlt das Gurtgesims über Erdgeschoss, Erdgeschoss bogige Fenster mit Gusssteinrahmung und Schlusssteinen, Eingang mittig, die Fenster im ersten Obergeschoss mit Blendbögen (ornamentale Stuckverzierungen), die Fenster im zweiten Obergeschoss mit Art Vorhangbögen, zentraler zweiachsiger Dachaufbau mit Stufengiebel, die Gaupen durch Liegefenster ersetzt. | 09246853 |
|                                         | Mietshaus in geschlossener Bebauung | Chamissostraße 16 (Karte)                  | 1905 | Relikt einer Zeilenbebauung, baugeschichtlich von Bedeutung. Dreigeschossiger und vierjochiger Putzbau auf hohem porphyfarbenem Sockel, diese Farbe auch senkrecht fortgeführt beim Eingangsoberlicht im Bereich des Hochparterre und beim darüber gelegenen zweiachsigen Rechteckerker mit Balkon, außerdem bei allen Fensterrahmungen, die Wände von Hochparterre und den Obergeschoss eierschalenfarben, über Hochparterre Gesims, die Fenster mit Vorhangbögen, über der Haustür und im Sockelbereich auch jugendstilige Applikationen, rechte Hälfte Dachausbau mit Kuppelfenster und Schweifgiebel. | 09246807 |
|                                         | Doppelmietshaus in offener Bebauung | Gluckstraße 12, 14 (Karte)                 | 1904 (Nr. 12); 1906 (Nr. 14)                                                                                                   | Späthistorismus, pittoreske Betonung der Hausecken, baugeschichtliche Relevanz. Dreigeschossiger Putz-Klinker-Bau, Erdgeschoss verputzt, die Obergeschosse roter Klinker, über Erdgeschoss Gurtgesims, turmartige Seitenrisalite jeweils im ersten Obergeschoss ansetzend und mit gesteigerter Gestaltung (Ecknutungen, Triple-bzw. Thermenfenster, Treppengiebel über profiliertem Traufgesims, figurale, vom Jugendstil beeinflusste Applikationen), Fensterbrüstungsreliefs mit Puttodarstellungen, über den Fenstern teilweise Schlusssteine mit Kopfdarstellungen. | 09247373 |
|                                         | Mietshaus in halboffener Bebauung | Gluckstraße 16 (Karte)                     | 1904 | Bildprägendes historisierendes Gebäude der Stadterweiterung, baugeschichtliche Bedeutung. Mit Beethovenstraße 35 und 37 Häusergruppe gleicher Gestaltung bildend, dreigeschossig, Eckbetonung durch polygonalen Aufbau als viertes Geschoss, weiterhin polygonaler zweigeschossiger Erker, Putzstuckverzierungen mit floralen Motiven, Mansarddach mit Schleppgauben, Erdgeschoss mit Kammzugputz und Putznutung bis zur Kämpferzone der Hochparterrefenster. | 09247323 |
|                                         | Mietshaus in geschlossener Bebauung | Händelstraße 7 (Karte)                     | Um 1905 | Teil eines gleichgestalteten Straßenzuges von baugeschichtlicher Bedeutung. Dreigeschossig, vier Achsen, Putz-Klinker-Bau, Erdgeschoss Putz mit Nutung, Eingang seitlich, über Gesims Obergeschosse oranger Klinker, schlichte Fensterdekorationen (vom Jugendstil beeinflusste Gewände und Brüstungsreliefs), Dacherker in Mitte des Hauses, Mansarddach, Gauben nicht erhalten. | 09246650 |
|                                         | Mietshaus in Ecklage in geschlossener Bebauung | Haydnstraße 1 (Karte)                      | 1902 | Stadterweiterungsbau, baugeschichtliche Bedeutung. Drei- bis viergeschossiger roter Klinkerbau, Erdgeschoss Rundbogen(laden-)fenster, darüber kräftiges Gurtgesims, einfache zeittypische Verzierungen (florale Putzstuck-Fensterverdachungen), über profiliertem Traufgesims eine Haushälfte viergeschossig und mit flachem Walmdach abgeschlossen, die andere Hälfte mit Schleppgaupen. | 09246849 |
|                                         | Richard-Wagner-Platz: Schmuckplatz und Bedürfnisanstalt (Ecke Reißiger Straße/Jößnitzer Straße) | Jößnitzer Straße (Karte)                   | Zwischen 1909 und 1925 (Richard-Wagner-Platz); um 1910 (Bedürfnisanstalt)                                                      | Zeittypischer, weitgehend original erhaltener städtischer Schmuckplatz, ausgeführt nach einem Entwurf des beudeutenden Gartenkünstlers Max Bertram, Zeugnis städtebaulicher Planung zu Beginn des 20. Jahrhunderts, ortsgeschichtlich, städtebaulich und gartenkünstlerisch von Bedeutung. - Schmuckplatz: diagonale Wege und kreisförmiger Weg, große zentrale Rasenfläche, Busch- und Baumgruppen an Wegkreuzungen und -abzweigen, Baumreihen ursprünglich an allen vier Seiten des Platzes entlang der Bürgersteige (an der Jößnitzer Straße nicht mehr erhalten), Pflanzgruppen sowie Einzelbäume mit Betoneinfassungen (vermutlich aus der Anlagezeit des Parks) - Pissoir: polygonaler Grundriss, Biberschwanzdeckung, Walmdach mit Laterne, bekrönt durch Kugel, Fachwerkkonstruktion und Beton | 09246843 |
|                                         | Mietshaus in geschlossener Bebauung | Jößnitzer Straße 67 (Karte)                | Bezeichnet mit 1907 | Historisierender Bau der Stadterweiterung, baugeschichtliche Bedeutung. Viergeschossiger 6achsiger Klinkerbau, Erdgeschoss wohl einst verputzt, jetzt durch Ladeneinbauten Mauer fast aufgelöst, die drei Obergeschosse roter Klinker, die Fenster mit hellen Bändern verbunden und mit Putzstuck-Ornamentik bekrönt, die beiden Mittelachsen als über dem Erdgeschoss ansetzender dreigeschossiger Rechteckerker aus gelbem Klinkermauerwerk, hinterfangen von Dachausbau mit ornamentiertem Volutengiebel, dort bezeichnet mit „Anno 1907“, stehende Gaupen. | 09246824 |
|                                         | Mietshaus in halboffener Bebauung | Jößnitzer Straße 78 (Karte)                | 1906 | Mit Gaststätte, repräsentativer bildprägender Bau mit noch stilisiertem Historismus, baugeschichtlich von Bedeutung. Viergeschossiger Putzbau von acht zu fünf Achsen, Erdgeschoss Naturstein-Bossenquaderung mit Thermenfenstern (Gaststätte), die drei Obergeschosse gelber Putz, Langseite mit zentralem dreigeschossigen Erker, hinterfangen von mächtigem Volutengiebel, darin Relief des „Münchner Kindl“, der gleich gestaltete Erker der Schmalseite links aus der Mitte gerückt und von gleichem Giebel schräg hinterfangen, die Fenster nahe der Hausecke gekuppelt, nur noch im ersten Obergeschoss einige Dreiecksverdachungen, zurückhaltendes Ornament bei den Fensterrahmungen (z. B. Eierstab), innen Jugendstilkacheln. | 09246460 |
|                                         | Mietshaus in geschlossener Bebauung | Jößnitzer Straße 82 (Karte)                | 1905 | Späthistoristischer Putzbau von baugeschichtlicher Bedeutung. Viergeschossiger Putzbau, fünf Achsen, Erdgeschoss stark verändert, die Obergeschosse über Gurtgesims dominiert durch Staffelerker in der dritten und vierten Achse, über Erdgeschoss rechteckig und zweiachsig beginnend, im zweiten Obergeschoss mit Triplefenster fortgeführt und im zweiten Obergeschoss einachsig, polygonal und mit Welscher Haube, hinterfangen von zweiachsigem Dachausbau mit Schweifgiebel. | 09246459 |
|                                         | Mietshaus in halboffener Bebauung | Jößnitzer Straße 102 (Karte)               | 1904 | Bildprägender historisierender Putz-Klinker-Bau von baugeschichtlicher Bedeutung. Dreigeschossiger Putz-Klinker-Bau mit 6:2 Achsen, hoher Sockel und Hochparterre verputzt und mit Gurtgesims abgeschlossen, darüber zwei Geschosse mit rotem Klinker, auf der Schauseite durch dreiachsigen Putz-Mittelrisalit gestaltet, der sich in Dachausbau fortsetzt und mit bogiger Bekrönung und Steinkugeln versehen ist, Mansarddach mit stehenden Gaupen. | 09246839 |
|                                         | Mietshaus in geschlossener Bebauung | Jößnitzer Straße 104 (Karte)               | 1904 | Historisierende Putz-Klinker-Zeile von baugeschichtlicher Bedeutung. Dreigeschossiger Putz-Klinker-Bau von fünf bis sechs Achsen, hoher Sockel und Hochparterre verputzt, darüber Gesims, Eingang mittig und leicht eingezogen, Obergeschosse roter Klinker, doch zweiachsiger Mittelrisalit verputzt und durch dreiecksgegiebelten Dachausbau überfangen, Putzstuck-Fensterbekrönungen, Schmuckpilaster im Bereich des Mittelrisalits, die Fensterrahmungen ansonsten Gussstein, je zwei flankierende, stehende Gaupen. | 09246840 |
|                                         | Mietshaus in halboffener Bebauung | Jößnitzer Straße 106 (Karte)               | 1904 | Bildprägender historisierender Putz-Klinker-Bau einer Straßenzeile von baugeschichtlicher Bedeutung. Dreigeschossiger Putz-Klinker-Bau von 5-6:2 Achsen, verputztes und mit Gurtgesims abgeschlossenes Erdgeschoss, die Seite durch Ladeneinbau verändert, die Obergeschosse roter Klinker, Schauseite aber dominiert durch dreiachsigen Putz-Mittelrisalit, der in bekröntem Dachausbau seine Fortsetzung findet, Mansarddach mit stehenden Gaupen, Gussstein-Fensterbekrönungen und Zierrat wie Schmuckpilaster im Bereich des Mittelrisalits. | 09246841 |
|                                         | Ehemaliges Mietshaus in halboffener Bebauung (heute Hotel) | Jößnitzer Straße 112 (Karte)               | 1906 | Späthistoristisches Häuserensemble von baugeschichtlicher Bedeutung. Dreigeschossiger orangeroter Klinkerbau mit großen Putz- und Gusssteinelementen, Erdgeschoss stark vereinfacht, darüber mittig zweigeschossiger polygonaler Erker, hinterfangen von dreiecksgegiebeltem Dachausbau, Fensteröffnungen gruppiert durch Gusssteingewände, Brüstungen verziert durch Reliefs. | 09246844 |
|                                         | Mietshaus in geschlossener Bebauung | Jößnitzer Straße 114 (Karte)               | 1905 | Späthistoristisches Häuserensemble von baugeschichtlicher Bedeutung. Dreigeschossiger Putz-Klinker-Bau mit drei großen Achsen Kuppelfenster, Erdgeschoss verputzt mit bogigen Öffnungen, Eingang seitlich, ehemaliges Gurtgesims entfernt, die Obergeschosse orangeroter Klinker mit Gusssteinelementen (Fensterrahmungen, Dreiecksbekrönungen, Relieffelder), zentraler Dachausbau mit Kuppelfenster, Volutengiebel geht in Spitzgiebel über, zwei Schleppgaupen. | 09246845 |
|                                         | Mietshaus in geschlossener Bebauung | Jößnitzer Straße 116 (Karte)               | 1905 | Späthistoristisches Häuserensemble von baugeschichtlicher Bedeutung. Dreigeschossiger Putz-Klinker-Bau rechte Achse mit Eingang und Kuppelfenstern in beiden Obergeschoss, Erdgeschoss verputzt mit bogigen Öffnungen, Eingang mit schwerer Gussteinbekrönung, die Obergeschosse orangeroter Klinker mit Gusssteinelementen (Fensterrahmungen, Relieffelder), zentral über Erdgeschoss zweigeschossiger Polygonalerker, ebenfalls mit Schmuckreliefs, darüber zentraler Dachausbau mit Dreiecksgiebel und Putz-Bogenfriesen, zwei Schleppgaupen. | 09246846 |
|                                         | Mietshaus in geschlossener Bebauung | Jößnitzer Straße 119 (Karte)               | 1913 | Einflüsse des Reformstils, baugeschichtliche Bedeutung. Viergeschossiger Putzbau mit zentralem dreigeschossigem und dreiachsigem Rechteckerker (mit Pilastergliederung) auf großen Konsolsteinen über Eingang, im Erdgeschoss bzw. Hochparterre Putznutung, die beiden jeweils äußeren Achsen laufen in dreiecksgegiebelte Dachausbauten aus, was der Fassade für den Reformstil ungewöhnliche Symmetrie verleiht, typisch dafür aber zurückhaltende florale Putzreliefs. | 09246825 |
|                                         | Mietshaus in geschlossener Bebauung | Jößnitzer Straße 121 (Karte)               | 1905 | Teil eines historisierenden Straßenzuges gleicher Fassaden, von baugeschichtlicher Bedeutung. Viergeschossiger fünfachsiger Putz-Klinker-Bau, Erdgeschoss (originale Haustür rechte Seite) verputzt und mit profiliertem Gesims abgeschlossen, darüber drei Geschosse roter Klinker, Fensterbrüstungen mit Gusssteinreliefs, vereinfachte Schleppgauben. | 09246826 |
|                                         | Mietshaus in geschlossener Bebauung | Jößnitzer Straße 123 (Karte)               | 1905 | Teil eines historisierenden Straßenzuges gleicher Fassaden, von baugeschichtlicher Bedeutung. Viergeschossiger fünfachsiger Putz-Klinker-Bau, Erdgeschoss (originale Haustür rechte Seite) verputzt und mit profiliertem Gesims abgeschlossen, darüber drei Geschosse roter Klinker, Fensterbrüstungen mit Gusssteinreliefs, vereinfachte Schleppgauben. | 09246827 |
|                                         | Mietshaus in geschlossener Bebauung | Jößnitzer Straße 125 (Karte)               | 1905 | Teil eines historisierenden Straßenzuges gleicher Fassaden, von baugeschichtlicher Bedeutung. Viergeschossiger fünfachsiger Putz-Klinker-Bau, Erdgeschoss (originale Haustür rechte Seite) verputzt und mit profiliertem Gesims abgeschlossen, darüber drei Geschosse roter Klinker, Fensterbrüstungen mit Gusssteinreliefs, vereinfachte Schleppgauben. | 09246828 |
|                                         | Mietshaus in geschlossener Bebauung | Jößnitzer Straße 127 (Karte)               | 1904 | Teil eines historisierenden Straßenzuges gleicher Fassaden, von baugeschichtlicher Bedeutung. Drei- bis viergeschossiger Putz-Klinker-Bau von fünf Achsen, hoher Sockel und Hochparterre, jeweils mit eigenen Öffnungen, verputzt und mit profiliertem Gesims abgeschlossen, mittiger Eingang etwas eingezogen, die Obergeschosse mit rotem Klinker, Putz-Stuck-Gussstein-Rahmungen und Bekrönungen der Fenster, zwischen den Fenstern Schmuckfelder (florale und geometrische Formen), segmentbogig abgeschlossener Dachaufbau linke Seite, daneben drei kleine Schleppgaupen. | 09246829 |
|                                         | Mietshaus in Ecklage in geschlossener Bebauung | Jößnitzer Straße 129 (Karte)               | 1903 | Traditioneller historisierender Wohnhausbau, bildprägend und baugeschichtlich von Bedeutung. Dreigeschossiger Putz-Klinker-Bau auf hohem Sockel, Hochparterre verputzt und mit profiliertem Gesims abgeschlossen, die Obergeschosse roter Klinker mit Putz-Stuck-Gestaltung der Fenster (u. a. Schmuckfelder), Eckbetonung durch dreigeschossigen Rechteckerker mit Pagodenhaube in schräggestellter Achse, im Dachbereich flankiert von je einachsigem Dachausbau mit Schweifgiebel, Schleppgauben. | 09246830 |
|                                         | Mietshaus in geschlossener Bebauung | Jößnitzer Straße 131 (Karte)               | 1902 | Historisierende Straßenzeile der Stadterweiterung, von baugeschichtlicher Bedeutung. Dreigeschossiger und fünfachsiger Klinkerbau auf hohem Sockel, das von Gesimsen oben und unten optisch abgetrennte Erdgeschoss (Hochparterre) mit waagerechten Putzbändern versetzt, Eingang mittig, die Fenster der beiden Obergeschosse mit Gusssteinrahmung, im ersten Obergeschoss mit Putzstuck-Schmuckfeldern als Konsolen, Stabprofilierung, Kopfdarstellung, zweiachsiger Dachausbau rechts, schöne Gauben mit Pyramidenhelm. | 09246832 |
|                                         | Mietshaus in geschlossener Bebauung | Jößnitzer Straße 133 (Karte)               | 1902 | Historisierende Straßenzeile der Stadterweiterung, von baugeschichtlicher Bedeutung. Dreigeschossiger und fünfachsiger Klinkerbau auf hohem Sockel, das von Gesimsen oben und unten optisch abgetrennte Erdgeschoss (Hochparterre) mit waagerechten Putzbändern versetzt, Eingang rechte Seite, die Fenster der beiden Obergeschosse mit Gusssteinrahmung, im ersten Obergeschoss mit Putzstuck-Schmuckfeldern als Konsolen, Stabprofilierung, Kopfdarstellung, zweiachsiger Dachausbau links, drei schöne Gauben mit Pyramidenhelm. | 09246833 |
|                                         | Mietshaus in geschlossener Bebauung | Jößnitzer Straße 135 (Karte)               | 1902 | Historisierende Straßenzeile der Stadterweiterung, von baugeschichtlicher Bedeutung. Dreigeschossiger und fünfachsiger Klinkerbau auf hohem Sockel, das von Gesimsen oben und unten optisch abgetrennte Erdgeschoss (Hochparterre) mit waagerechten Putzbändern versetzt, Eingang mittig, die Fenster der beiden Obergeschosse mit Gusssteinrahmung, im ersten Obergeschoss mit Putzstuck-Schmuckfeldern als Konsolen, Stabprofilierung, Kopfdarstellung, zweiachsiger Dachausbau rechts, 3 schöne Gauben mit Pyramidenhelm. | 09246834 |
|                                         | Mietshaus in geschlossener Bebauung | Jößnitzer Straße 137 (Karte)               | 1903 | Historisierende Straßenzeile der Stadterweiterung, von baugeschichtlicher Bedeutung. Dreigeschossiger Putz-Klinker-Bau auf hohem, rotgefärbten Sockel, Erdgeschoss mit geknickten Bögen der Öffnungen, große Einfahrt rechts, kräftiges Gurtgesims trennt Erdgeschoss optisch ab, die Obergeschosse mit weiß glasierten Ziegeln, desgleichen der geschweifte zweiachsige Dachaufbau links, alle Fenster mit porphyrfarbigem Gussstein gerahmt, Fenster der Obergeschosse mit Art Vorhangbögen verdacht, Gaupen mit geschweiftem Abschluss. | 09246835 |
|                                         | Mietshaus in geschlossener Bebauung | Jößnitzer Straße 139 (Karte)               | Um 1905 | Historisierende Straßenzeile der Stadterweiterung, von baugeschichtlicher Bedeutung. Dreigeschossiger Putz-Klinker-Bau auf hohem, rotgefärbten Sockel, Erdgeschoss mit geknickten Bögen der Öffnungen, Eingang rechts, kräftiges Gurtgesims trennt Erdgeschoss optisch ab, die Obergeschosse mit weiß glasierten Ziegeln, desgleichen der zweiachsige Dachaufbau links (Giebel vereinfacht), alle Fenster mit porphyrfarbigem Gussstein gerahmt, Fenster der Obergeschosse mit Art Vorhangbögen verdacht, Gaupen mit geschweiftem Abschluss. | 09246836 |
|                                         | Mietshaus in Ecklage in geschlossener Bebauung | Jößnitzer Straße 141 (Karte)               | 1902 | Kopfbau einer aufwendigen, von Brendel & Seidel konzipierten Historismuszeile, bildprägend und baugeschichtlich von Bedeutung. Vier- bis fünfgeschossiger Putz-Klinker-Bau, die hohe Sockelzone und das Hochparterre durch Verputzung und bogige Ladenfenster zusammengefasst und durch Gurtgesims abgeschlossen, Obergeschoss-Wand aus glasierten dunkelweißen Ziegeln, Konsolen der drei Balkons und Fensterrahmungen Gussstein, starke Eckbetonung durch polygonalen viergeschossigen, fast rund erscheinenden Erker mit verschieferter Spitze („Tambour“ und Welsche Haube), der wulstartig über dem Ladeneingang ansetzt, besagtes Türmchen wird flankiert durch zwei große Dachausbauten mit Renaissancegiebeln, Wandgliederung durch weitere kleinere Erker (zweigeschossig, Rechteckgrundriss, mit Balkon- der rechte Erker zum Nachbarhaus gehörig), weiterhin kleine Schmuckfelder und Pilaster im oberen Bereich. | 09246838 |
|                                         | Mietshaus in geschlossener Bebauung | Jößnitzer Straße 143 (Karte)               | 1902 | Aufwendige, von Brendel & Seidel konzipierte Historismuszeile, baugeschichtlich von Bedeutung. Vier- bis fünfgeschossiger Putz-Klinker-Bau, die hohe Sockelzone und das Hochparterre durch Verputzung zusammengefasst und durch Gurtgesims abgeschlossen, Obergeschoss-Wand aus glasierten dunkelweißen Ziegeln, Fensterrahmungen Gussstein (Erdgeschoss Vorhangbögen), die Fassade wird gegliedert durch zwei zweigeschossige Rechteckerker, die am besagten Gurtgesims ansetzen und in Balkons enden, weiteres Gurtgesims über zweitem Obergeschoss, „Attika“-Zone wieder mit bogigen Öffnungen, heterogener Aufriss, zwei zweiachsige Dachausbauten, einer mit ursprünglichem Schweifgiebel, der andere mit reduziertem Abschluss, kleine Putzstuckfelder mit jugendstiligem Ornament. | 09246842 |
|                                         | Mietshaus in geschlossener Bebauung | Jößnitzer Straße 149 (Karte)               | 1902 | Aufwendige, von Brendel & Seidel konzipierte Historismuszeile, baugeschichtlich von Bedeutung. Ursprünglich vier- bis fünfgeschossiger Putz-Klinker-Bau, zu DDR-Zeiten entstellend aufgestockt, die hohe Sockelzone und das Hochparterre durch Verputzung zusammengefasst und durch Gurtgesims abgeschlossen, der Eingang mittig, mit Würfelfries und weiblichen Büsten, Obergeschoss-Wand aus glasierten dunkelweißen Ziegeln, Fensterrahmungen Gussstein (Erdgeschoss Vorhangbögen), die Fassade wird gegliedert durch mittigen zweigeschossigen Rechteckerker, die am besagten Gurtgesims über der Haustür ansetzen und in Balkons enden, weiteres Gurtgesims über zweitem Obergeschoss, „Attika“-Zone wieder mit bogigen Öffnungen, kleine Putzstuckfelder mit jugendstiligem Ornament. | 09247805 |
|                                         | Mietshaus in geschlossener Bebauung | Jößnitzer Straße 151 (Karte)               | 1902 | Aufwendige, von Brendel & Seidel konzipierte Historismuszeile, baugeschichtlich von Bedeutung. Ursprünglich vier- bis fünfgeschossiger Putz-Klinker-Bau, zu DDR-Zeiten entstellend aufgestockt, die hohe Sockelzone und das Hochparterre durch Verputzung zusammengefasst und durch Gurtgesims abgeschlossen, der Eingang mittig, mit floralen Elementen, Würfelfries und weiblichem Gaffkopf, Obergeschoss-Wand aus glasierten dunkelweißen Ziegeln, Fensterrahmungen Gussstein (im Erdgeschoss Vorhangbögen), die Fassade wird gegliedert durch mittigen zweigeschossigen Rechteckerker, die am besagten Gurtgesims über der Haustür ansetzen und in Balkons enden, weiteres Gurtgesims über zweitem Obergeschoss, „Attika“-Zone wieder mit bogigen Öffnungen, kleine Putzstuckfelder mit jugendstiligem Ornament. | 09247804 |
|                                         | Doppelwohnhaus in geschlossener Bebauung | Karolastraße 45, 47 (Karte)                | 1904 | Historisierendes Gebäude der Stadterweiterung, baugeschichtliche Bedeutung. Dreigeschossiger roter Klinkerbau mit hohem Putzsockel, Erdgeschoss mit Rundbogenöffnungen, darüber Gesims, im Bereich der beiden Obergeschosse symmetrische zweigeschossige Rechteckerker, diese über Traufgesims überfangen von polygonalen Türmchen, nur auf der rechten Seite ist die Welsche Haube noch erhalten, Mansardwalmdach, Schleppgauben, Fensterrahmungen durch Gussteinornamantik (u. a. Vorhangbögen, Schmuckrelieffelder u.a). | 09246780 |
|                                         | Mietshaus in geschlossener Bebauung | Karolastraße 51 (Karte)                    | 1902 | Historisierende Standardfassade, Stadterweiterungsbau von baugeschichtlicher Relevanz. Viergeschossiger Putz-Klinker-Bau von sechs Achsen, stark rustizierte Erdgeschoss- und Sockelzone mit Segmentbogenöffnungen, im Bereich der zweiachsigen Mitte plastisch überwölbt, darüber Erker als Mittelrisalit in der roten Klinkerzone der Obergeschoss, flach und dreigeschossig, im Dachbereich übergiebelt, im zweiten Obergeschoss mit wie Balustrade wirkender Putzgestaltung, die Fenster gerahmt durch Gusssteinformen wie Vorhangbögen und Heraldikfelder, vier Gauben mit Pyramidenhelm, Haustür verändert. | 09246783 |
|                                         | Mietshaus in halboffener Bebauung | Karolastraße 53 (Karte)                    | Um 1900 | Historisierender Bau der Stadterweiterung, baugeschichtliche Relevanz. Viergeschossiger gelb-brauner Klinkerbau auf hohem genutetem Putzsockel, die Geschosse durch Gesimse jeweils optisch markiert, die Fenster mit Gusssteinrahmungen (Vorhangbögen). Zentraler Erker über vier Geschosse ab erstem Obergeschoss, in Dachgeschoss hineinreichend und (heute?) flach abschließend. Mansarddach mit vier Schleppgauben. | 09246784 |
|                                         | Mietshaus in Ecklage in geschlossener Bebauung | Karolastraße 54 (Karte)                    | 1900 | Mit Laden, Historismusbau von baugeschichtlicher Bedeutung. Erdgeschoss verputzt, Putz verändert, Fenster hervorgehoben durch geschweifte Fensterverdachung mit Schlussstein als (Frauenkopf ausgebildet), Haustor, Fenster und Schaufenster verändert, Eckbetonung durch schräg gestellte Achse mit dreigeschossigem rechteckigem Putzerker, über dem ersten Obergeschoss ansetzend und im Dachbereich polygonal, die Obergeschosse roter Klinker, über Ladenfenster in den Obergeschoss Kuppelfenster und gegiebelter Dachausbau, im ersten Obergeschoss Gussstein-Dreiecksverdachungen der Fenster, florale Verzierungen sowie neugotische Ornamentik (Zweischneuß), Reliefs, Fensterbrüstungen am Erker mit Zweischneuß sowie Blatt- und Blumendarstellungen. | 09246875 |
|                                         | Mietshaus in geschlossener Bebauung | Karolastraße 56 (Karte)                    | 1899 | Für die Stadterweiterung zeittypische Zeile mit historisierenden Fassaden, baugeschichtliche Relevanz. Teil eines gleichartigen Straßenzuges, dreigeschossiger roter Klinkerbau von fünf Achsen, leicht hervorspringender Mittelrisalit, Eingangstür mittig, über Erdgeschoss Gesims, Fensterbrüstungen und direkt über Fenstern reliefartige Zierelemente, erstes Obergeschoss mit Dreieckgiebel- und Segmentbogenverdachung, teilweise volutenartige Kragsteine, in den Bogenfeldern Muschel, Dekoration durch Männerbildnisse (Bärtige). | 09246874 |
|                                         | Mietshaus in geschlossener Bebauung | Karolastraße 58 (Karte)                    | 1899 | Für die Stadterweiterung zeittypische Zeile mit historisierenden Fassaden, baugeschichtliche Relevanz. Teil eines gleichartigen Straßenzuges, dreigeschossiger roter Klinkerbau von fünf Achsen, leicht hervorspringender Mittelrisalit, Eingangstür mittig, Erdgeschoss-Öffnungen rundbogig und mit Putzfeldern bekrönt, über Erdgeschoss kräftiges Gurtgesims, die Obergeschosse mit Fensterbrüstungen und direkt über Fenstern reliefartige Zierelementen, zweites Obergeschoss mit geschweiften Fensterverdachungen, im ersten Obergeschoss eine Dreieckgiebelverdachung. | 09246873 |
|                                         | Mietshaus in geschlossener Bebauung | Karolastraße 60 (Karte)                    | 1899 | Für die Stadterweiterung zeittypische Zeile mit historisierenden Fassaden, baugeschichtliche Relevanz. Teil eines gleichartigen Straßenzuges, dreigeschossiger roter Klinkerbau von fünf Achsen, leicht hervorspringender Mittelrisalit, Eingangstür mittig, Erdgeschoss-Öffnungen rundbogig mit Putzbekrönungen, über Erdgeschoss Gesims, Fensterbrüstungen und direkt über Fenstern reliefartige Zierelemente, erstes Obergeschoss mit Dreieckgiebel- und Segmentbogenverdachung. | 09246872 |
|                                         | Mietshaus in geschlossener Bebauung | Karolastraße 64 (Karte)                    | 1898 | Für die Stadterweiterung zeittypische Zeile mit historisierenden Fassaden, baugeschichtliche Relevanz. Teil eines gleichartigen Straßenzuges, dreigeschossiger roter Klinkerbau von fünf Achsen, leicht hervorspringender Mittelrisalit, Eingangstür mittig, Erdgeschoss-Öffnungen bogig mit Putzbekrönungen, über Erdgeschoss kräftiges Gesims, Fensterbrüstungen und direkt über Fenstern reliefartige Zierelemente, erstes Obergeschoss mit Dreieckgiebel- und Segmentbogenverdachung, Gauben vereinfacht. | 09246871 |
|                                         | Mietshaus in Ecklage in geschlossener Bebauung | Karolastraße 70 (Karte)                    | Um 1900 | Mit Laden, für die Stadterweiterung zeittypische Zeile mit historisierenden Fassaden, baugeschichtliche Relevanz. Dreigeschossiger orangeroter Klinkerbau auf Putzsockel, 5:4 Achsen, über Erdgeschoss kräftiges Gurtgesims, leicht vorkragender Risalit in Seitenstraße, Fensterverdachung durch Dreieckgiebel und waagerechtes Gebälk, Schlusssteine in Form von Köpfen, Mansarddach. | 09246774 |
|                                         | Mietshaus in geschlossener Bebauung | Karolastraße 72 (Karte)                    | 1898 | Für die Stadterweiterung zeittypische Zeile mit historisierenden Fassaden, baugeschichtliche Relevanz. Dreigeschossiger hellroter Klinkerbau, vier Achsen, Erdgeschoss Segmentbogenöffnungen, über Erdgeschoss kräftiges Gesims, Fensterverdachungen in den Obergeschoss durch Dreieckgiebel und waagerechtes Gebälk, über Fenstern Putzstuckreliefs mit floralen Darstellungen, zweiflügelige Haustür mit Ziervergitterung, Dreieckgiebelchen und Oberlicht. | 09246775 |
|                                         | Mietshaus in geschlossener Bebauung | Karolastraße 74 (Karte)                    | 1898 | Für die Stadterweiterung zeittypische Zeile mit historisierenden Fassaden, baugeschichtliche Relevanz. Teil eines gleichartigen Straßenzuges, dreigeschossiger roter Klinkerbau von fünf Achsen, Erdgeschoss-Öffnungen mit Viluten und Schlusssteinenbekrönt, über Erdgeschoss Gesims, Fensterbrüstungen und direkt über Fenstern reliefartige Zierelemente, erstes Obergeschoss mit Dreieckgiebel- und Segmentbogenverdachung, floral und mit Köpfen, Verzierungen mit andersfarbig glasierten Ziegeln, Mansarddach. | 09246776 |
|                                         | Mietshaus in geschlossener Bebauung | Karolastraße 76 (Karte)                    | 1898 | Für die Stadterweiterung zeittypische Zeile mit historisierenden Fassaden, baugeschichtliche Relevanz. Teil eines gleichartigen Straßenzuges, dreigeschossiger roter Klinkerbau von fünf Achsen, Erdgeschoss-Öffnungen mit Viluten und Schlusssteinenbekrönt, über Erdgeschoss Gesims, links zweiflügeliges Tor mit Oberlicht und Glaseinsätzen, Fensterbrüstungen und direkt über Fenstern reliefartige Zierelemente, erstes Obergeschoss mit Segmentbogenverdachung, floral und mit Köpfen, Verzierungen mit andersfarbig glasierten Ziegeln. | 09246777 |
|                                         | Mietshaus in geschlossener Bebauung | Karolastraße 78 (Karte)                    | 1898 | Für die Stadterweiterung zeittypische Zeile mit historisierenden Fassaden, baugeschichtliche Relevanz. Dreigeschossiger orangeroter Klinkerbau, vier Achsen, im Bereich der Fensterbänke jeweils gelbe Zierverklinkerung, Eingang seitlich, Erdgeschoss-Fenster geschweift bekrönt und mit Schlusssteinen, über Erdgeschoss Gurtgesims, Fenster besonders im ersten Obergeschoss neobarock kräftig durch Putzstuck-Bögen bekrönt, darin behelmte Köpfe, und im Konsolbereich mit Scheinbalustraden versehenngestellten Balustern, Halbsäulen flankieren die Fenster, die Öffnungen des zweiten Obergeschosses einfacher in dem Sinne bekrönt. | 09246778 |
|                                         | Mietshaus in geschlossener Bebauung | Karolastraße 80 (Karte)                    | 1899 | Vergleichsweise aufwendiger Historismusbau von baugeschichtlicher Relevanz. Dreigeschossiger und fünfachsiger Bau in Putz-Klinker-Mischbauweise, Putznutung im Erdgeschoss, dieses durch Gurtgesims optisch abgeschlossen, hier Kielbogenöffnungen, große rundbogige Einfahrt rechts, vor den rot geklinkerten Obergeschoss mit ornamentalen Putz-Stuck-Rahmungen der Fenster in der Mittelachse ein im oberen Erdgeschoss mittels mächtigem Konsolwulst ansetzender zweigeschossiger Rechteckerker, der im Dachbereich von verschiefertem Dachhäuschen mit überstehendem Satteldach überfangen wird, Fensterbrüstungen durch Reliefs geschmückt, Fensterverdachungen im ersten Obergeschoss durch Dreiecksgiebel, im Erkerbereich Schweifgiebel, Bogenfeld mit Sonnenblumendarstellung, an Erker schließt Balkon mit reich verziertem Eisengeländer an, schöne Gauben mit Satteldach und Leergespärre. | 09246779 |
|                                         | Mietshaus in halboffener Bebauung | Karolastraße 108 (Karte)                   | 1902 | Vergleichsweise aufwendig dekorierter Bau des Späthistorismus, baugeschichtliche Bedeutung. Dreigeschossiger breitgelagerter Bau von 8 Achsen in Putz-Klinker-Mischbauweise, Erdgeschoss verputzt, mit bogigen Öffnungen, große Einfahrt rechts, diese von breitem Segmentbogen mit Kopf überfangen und von Voluten gerahmt, über Erdgeschoss Gurtgesims, im Bereich der ansonsten gelb geklinkerten beiden Obergeschosse mit regelmäßigen, gerade verdachten Fensteröffnungen (Vorhangbögen, Zahnschnittkonsolen) zweiachsige geputzte Mittelzone mit reichem Putz-Stuck-Ornament: über erstem Obergeschoss hier geschweifte Verdachung mit jugendstiligem Kopf mit Akroter, über zweitem Obergeschoss floral-girlandig, hier zentraler Dachausbau mit Rundbogen-Kuppelfenster und überstehendem Satteldach mit Leergespärre, Schleppgauben und Gauben mit Satteldach. | 09246782 |
|                                         | Mietshaus in Ecklage in geschlossener Bebauung | Karolastraße 116 (Karte)                   | 1900 | Mit Laden, für die Stadterweiterung zeittypische Zeile mit historisierenden Fassaden, baugeschichtliche Relevanz. Viergeschossiger gelbbrauner Klinkerbau mit genuteter heller Erdgeschoss-Sockel-Putzzone, darüber breites Putzgesims, auch die anderen Geschosse durch meist ornamentierte Friese markiert, Eckbetonung durch schräg gestellte Achse, hier im Erdgeschoss Ladeneingang und darüber heterogene zweigeschossige Erkerzone (im dritten Obergeschoss nicht mehr vorhanden), flankierende einachsige Dachausbauten als fünftes Geschoss, die Wände mit grün glasierten Ziegeln, Gesimse und Friese als Gestaltungselemente, u. a. Blumenfries, Kleeblattfries, Segmentbogen-, Rundbogen- und Rechteckfenster, Fensteröffnungen mit Kielbogenabschluss, Fensterverdachung durch waagerechtes Gebälk und Dreieckgiebel mit Zahnschnittfries. | 09246785 |
|                                         | Mietshaus in Ecklage in geschlossener Bebauung | Leißnerstraße 58 (Karte)                   | 1902 | Gebäude der Stadterweiterung mit historisierender Fassade, baugeschichtliche Bedeutung. Viergeschossiger Putz-Klinker-Bau mit 6:vier Achsen, Eckbetonung durch zusätzliche abgeschrägte Achse, dort Dachausbau als fünftes Geschoss, flankiert von je weiterer Achse mit Dreiecksgiebelabschlüssen, Erdgeschoss Putznutung und bogige Fenster, darüber Gurtgesims, urspr. möglicherweise Gaststätte, in den Obergeschoss Standardverdachungen der Öffnungen, 5:3 stehende Gaupen. | 09246453 |
|                                         | Mietshaus in geschlossener Bebauung | Leißnerstraße 60 (Karte)                   | 1902 | Historisierende Fassade der Stadterweiterung, baugeschichtliche Relevanz. Fünfachsiger, dreigeschossiger gelber Klinkerbau, mittiger Eingang, Erdgeschoss Segmentbogenöffnungen, darüber kräftiges Gurtgesims, zwischen den Fenstern der Obergeschosse Ornamentfelder mit Putz-Stuck-Reliefs, Gauben teilweise erhalten, ehemaliger Dachausbau verändert. | 09246454 |
|                                         | Mietshaus in geschlossener Bebauung | Leißnerstraße 62 (Karte)                   | 1901 | Historisierende Fassade der Stadterweiterung, baugeschichtliche Relevanz. Fünfachsiger, dreigeschossiger gelber Klinkerbau, mittiger Eingang, Erdgeschoss Segmentbogenöffnungen, darüber kräftiges Gurtgesims, zwischen den Fenstern der Obergeschosse Ornamentfelder mit Putz-Stuck-Reliefs, Gauben teilweise erhalten, ehemaliger Dachausbau verändert. | 09246455 |
|                                         | Mietshaus in geschlossener Bebauung | Leißnerstraße 70 (Karte)                   | 1903 | Historisierende Fassade der Stadterweiterung, von baugeschichtlicher Bedeutung. Dreigeschossiger Putzbau, Erdgeschoss mit Segmentbogenöffnungen, Eingangstor zweiflügelig mit Oberlicht rechts, über Erdgeschoss Gurtgesims, die Obergeschosse gegliedert durch Lisenen, Fensterbrüstungen mit Reliefs- einfache ornamentale Verzierungen und Vogeldarstellungen, Schleppgauben. | 09246457 |
|                                         | Mietshaus in geschlossener Bebauung | Leißnerstraße 72 (Karte)                   | 1904 | Historisierende Fassade der Stadterweiterung, baugeschichtliche Bedeutung. Dreigeschossiger Putzbau von fünf Achsen, Erdgeschoss mit Putznutung, mittiger Eingang, Segmentbogenöffnungen, über Erdgeschoss Gesims, die Obergeschosse mit (rustizierter) Lisenengliederung, stehende Gaupen. | 09246458 |
|                                         | Mietshaus in geschlossener Bebauung | Martin-Luther-Straße 68 (Karte)            | 1899 | Mit Laden, historisierende Fassade, baugeschichtlich von Bedeutung. Dreigeschossiger Putz-Klinker-Bau mit fünf Achsen, Erdgeschoss mit Putznutung, Wand-Öffnungs-Verhältnis verändert durch späteren Ladeneinbau und Veränderung der Haustürzone, über Erdgeschoss Gesims, die Fensterverdachungen im ersten Obergeschoss abwechselnd dreieckig und bogig, darin Putz-Stuck-Kartuschen und -girlanden, Fensterbrüstungen mit eingestellten Balustern, fünf Schleppgauben. | 09246876 |
|                                         | Mietshaus in geschlossener Bebauung | Martin-Luther-Straße 74 (Karte)            | 1903 | Relikt der zeitgenössischen Stadterweiterungsbebauung in einer ansonsten im Zweiten Weltkrieg zerstörten Umgebung, u. a. baugeschichtliche Relevanz. Dreigeschossiger roter Klinkerbau mit hohem Sockelgeschoss, leicht vorspringender, dreieckig übergiebelter und mit Thermenfenster versehener Mittelrisalit, Mansarddach mit vier Schleppgauben, Fensterbrüstungsfelder am Mittelrisalit im ersten Obergeschoss reliefiert, Haustür zweiflügelig mit Oberlicht, darüber durch Sturz getrennt weiteres Oberlicht, damit entspricht Höhe Hauseingang der der Fenster des erhöht liegenden Erdgeschoss. | 09247184 |
|                                         | Mietshaus in geschlossener Bebauung | Mozartstraße 1 (Karte)                     | 1901 | Historisierende Häuserzeile der Stadterweiterung, baugeschichtliche Relevanz. Dreigeschossiger gelber Klinkerbau mit fünf Achsen auf rotem Sockel, Eingang mit Oberlicht mittig, Erdgeschoss-Öffnungen stuckbogig überfangen, Gurtgesims grenzt Erdgeschoss optisch ab, erstes Obergeschoss mit Fensterverdachung durch Vorhangbögen, zweites Obergeschoss einfacher, Mansarddach mit fünf Schleppgauben. | 09247264 |
|                                         | Mietshaus in geschlossener Bebauung | Mozartstraße 3 (Karte)                     | 1901 | Historisierende Häuserzeile der Stadterweiterung, baugeschichtliche Relevanz. Dreigeschossiger gelber Klinkerbau mit fünf Achsen auf rotem Sockel, Eingang mit Oberlicht mittig, Erdgeschoss-Öffnungen stuckbogig überfangen, Gurtgesims grenzt Erdgeschoss optisch ab, erstes Obergeschoss mit Fensterverdachung durch Vorhangbögen, zweites Obergeschoss einfacher, Mansarddach mit fünf Schleppgauben. | 09247265 |
|                                         | Mietshaus in geschlossener Bebauung | Mozartstraße 5 (Karte)                     | 1900 | Historisierende Häuserzeile der Stadterweiterung, baugeschichtliche Relevanz. Dreigeschossiger roter Klinkerbau mit fünf Achsen auf hohem Sockel, Eingang mit Oberlicht mittig, Erdgeschoss-Öffnungen stuckbogig überfangen, mit Gaffköpfchen als Schlusssteinen, Gurtgesims grenzt Erdgeschoss optisch ab, darüber Frieszone mit flachen Schmuckfeldern, erstes Obergeschoss mit Fensterverdachung durch Dreiecksformen im Wechsel mit gemauerten Rundbögen, zweites Obergeschoss einfacher, Mansarddach mit Schleppgauben. | 09247266 |
| Weitere Bilder                          | Fabrikanlage (ehemals Vogtländisches Kabelwerk) | Mozartstraße 6 (Karte)                     | 1899 (ältester Teil der Fabrikanlage); nach 1920 und um 1930 (Erweiterung)                                                     | Als Blockrand, an die umgebende Wohnhausbebauung in Material und Wand-Öffnungs-Verhältnissen angepasste Anlage, mehrere Bauphasen von Historismus bis Sachlichkeit, von technikgeschichtlicher, baugeschichtlicher und ortsgeschichtlicher Bedeutung, in mehreren Bauphasen errichtet. - zunächst repräsentatives Gebäude um 1905: zweigeschossiger Eckbau, orangeroter Klinker mit Putzfeldern zur Eckbetonung und Fensterrahmung, Hausecke halbrund ausgebildet, Sockel Polygonmauerwerk, über Erdgeschoss Gurtgesims, Klinkerpilaster, große Tordurchfahrt in Schlachthofstraße, dort ebenfalls viergeschossig, Fenster Zwillingsfenster durch aufwendige Pilastergliederung, Segmentbogenfenster, im vierten Obergeschoss Zwillingsfenster mit Säulen, Schleppgauben, eventuell nachträglich - an dieses Gebäude anschließend in August-Bebel-Straße siebenachsiger, viergeschossiger Bau mit Klinkerlisenen, Gurtgesims, große Tordurchfahrt, Rundbogenfenster im Erdgeschoss, sonst Rechteckfenster, schlichtere Gliederung, nach 1920 - Eckbau Schlachthofstraße: sachliche Fabrikarchitektur, viergeschossig, vier Achsen, flach gedeckt, Backstein, Lisenengliederung, um 1930 (Max Fricke) Gesamter Komplex in Fassadengestaltung und Dimension an umgebende Mietshausarchitektur angepasst. | 09246803 |
|                                         | Mietshaus in geschlossener Bebauung | Mozartstraße 7 (Karte)                     | 1900 | Historisierende Häuserzeile der Stadterweiterung, baugeschichtliche Relevanz. Dreigeschossiger roter Klinkerbau mit fünf Achsen auf hohem Sockel, Eingang mit Oberlicht mittig, Erdgeschoss-Öffnungen stuckbogig überfangen, mit Gaffköpfchen als Schlusssteinen, Gurtgesims grenzt Erdgeschoss optisch ab, darüber Frieszone mit flachen Schmuckfeldern, erstes Obergeschoss mit Fensterverdachung durch Dreiecksformen im Wechsel mit gemauerten Rundbögen, zweites Obergeschoss einfacher, Mansarddach mit Schleppgauben. | 09247267 |
|                                         | Mietshaus in geschlossener Bebauung | Mozartstraße 8 (Karte)                     | 1903 | Historisierende Häuserzeile der Stadterweiterung, baugeschichtliche Relevanz. Dreigeschossiger fünfachsiger roter Klinkerbau, Erdgeschoss mit flachbogigen Öffnungen (kleine Schlusssteine), Eingang mittig, einflüglige Haustür mit Oberlicht (Jugendstileinfluss), über Erdgeschoss Gesims, erstes Obergeschoss mit Putz-Stuck-Fensterrahmungen mit Zahnschnitt-, Fischblasen- und floralen Elementen, zweites Obergeschoss mit Vorhangbögen, Mansarddach mit fünf Schleppgauben. | 09247271 |
|                                         | Mietshaus in geschlossener Bebauung | Mozartstraße 9 (Karte)                     | 1900 | Historisierende Häuserzeile der Stadterweiterung, baugeschichtliche Relevanz. Dreigeschossiger roter Klinkerbau mit fünf Achsen auf hohem Sockel, Eingang mit Oberlicht mittig, Erdgeschoss-Öffnungen stuckbogig überfangen, mit Gaffköpfchen als Schlusssteinen, Gurtgesims grenzt Erdgeschoss optisch ab, darüber Frieszone mit flachen Schmuckfeldern, erstes Obergeschoss mit Fensterverdachung durch Dreiecksformen im Wechsel mit gemauerten Rundbögen, zweites Obergeschoss einfacher, Mansarddach mit Schleppgauben. | 09247268 |
|                                         | Mietshaus in geschlossener Bebauung | Mozartstraße 10 (Karte)                    | 1903 | Historisierende Häuserzeile der Stadterweiterung, baugeschichtliche Relevanz. Dreigeschossiger fünfachsiger roter Klinkerbau, Erdgeschoss mit flachbogigen Öffnungen (kleine Schlusssteine), Eingang mit großem zweiflügeligem Tor rechts, über Erdgeschoss Gesims, erstes Obergeschoss mit Putz-Stuck-Fensterrahmungen mit Zahnschnitt-, Fischblasen- und floralen Elementen, zweites Obergeschoss mit Vorhangbögen, Mansarddach mit vier Schleppgauben, Betonung der Eingangsachse durch Dachausbau mit volutenartigem Abschluss. | 09247272 |
|                                         | Mietshaus in geschlossener Bebauung | Mozartstraße 11 (Karte)                    | 1899 | Historisierende Häuserzeile der Stadterweiterung, baugeschichtliche Relevanz. Dreigeschossiger roter Klinkerbau mit fünf Achsen auf hohem Sockel, Eingang (Einfahrt) links, Erdgeschoss-Öffnungen stuckbogig überfangen, mit Gaffköpfchen als Schlusssteinen, Gurtgesims grenzt Erdgeschoss optisch ab, darüber Frieszone mit flachen Schmuckfeldern, erstes Obergeschoss mit Fensterverdachung durch Dreiecksformen im Wechsel mit gemauerten Rundbögen, zweites Obergeschoss einfacher, Mansarddach mit Zeltdachgauben, rechts zweiachsiger Dachausbau mit Gebälkabschluss. | 09247269 |
|                                         | Mietshaus in geschlossener Bebauung | Mozartstraße 12 (Karte)                    | 1903 | Historisierende Häuserzeile der Stadterweiterung, baugeschichtliche Relevanz. Dreigeschossiger fünfachsiger roter Klinkerbau, Erdgeschoss mit flachbogigen Öffnungen (kleine Schlusssteine), Eingang mittig mit zweiflügeliger Haustür mit Oberlicht, über Erdgeschoss Gesims, erstes Obergeschoss mit Putz-Stuck-Fensterrahmungen mit Zahnschnitt-, Fischblasen- und floralen Elementen, zweites Obergeschoss mit Vorhangbögen, Mansarddach mit vier Schleppgauben, einachsiger Dachausbau links mit volutenartigem Abschluss. | 09247273 |
|                                         | Mietshaus in geschlossener Bebauung | Mozartstraße 13 (Karte)                    | 1900 | Historisierende Häuserzeile der Stadterweiterung, baugeschichtliche Relevanz. Dreigeschossiger roter Klinkerbau mit fünf Achsen auf hohem Sockel, Eingang (Einfahrt) links, Erdgeschoss-Öffnungen stuckbogig überfangen, mit Gaffköpfchen als Schlusssteinen, Gurtgesims grenzt Erdgeschoss optisch ab, darüber Frieszone mit flachen Schmuckfeldern, erstes Obergeschoss mit Fensterverdachung durch Dreiecksformen im Wechsel mit gemauerten Rundbögen, zweites Obergeschoss einfacher, Mansarddach mit stehenden Gaupen, rechts zweiachsiger Dachausbau mit Gebälkabschluss. | 09247270 |
|                                         | Mietshaus in Ecklage in geschlossener Bebauung | Mozartstraße 15 (Karte)                    | 1900 | Entworfen 1900 von Edmund Seydel für die eigene Vermarktung; historisierende Häuserzeile der Stadterweiterung, baugeschichtliche Relevanz. Dreigeschossiger gelber Klinkerbau mit 4:2 Achsen, dazu zwei Achsen in dem viergeschossigen Eckrisalit (Dachausbau mit flachem Abschluss 2×2 Achsen), darin Laden. Rechts großes rundbogiges Tor. Erdgeschoss über Fenstern Schlusssteine mit Kopfdarstellungen, über Erdgeschoss kräftiges Gurtgesims, Fensterverdachungen durch waagerechtes Gebälk und Dreieckgiebel. In den Obergeschossen Dekoration durch grünglasierte Ziegel. | 09247276 |
|                                         | Mietshaus in Ecklage in geschlossener Bebauung | Mozartstraße 16 (Karte)                    | Um 1900 | Historisierende Häuserzeile der Stadterweiterung, baugeschichtliche Relevanz. Viergeschossiger roter Putz-Klinker-Bau mit 5:vier Achsen, weitere Achse als Eckbetonung schräggestellt und mit dreiachsigem Dachausbau überhöht, Erdgeschoss verputzt mit reliefierten Fensterbrüstungen und mit Gesims abgeschlossen, drei Achsen der Hausecke durch betontere Fensterverdachungen hervorgehoben (erstes Obergeschoss mit Schweifbögen, zweites Obergeschoss mit Dreiecksbekrönungen), Fenster teilweise mit Schlusssteinen, Fensterbrüstungen mit floralen und ornamentalen Dekorationen. | 09247286 |
|                                         | Mietshaus in geschlossener Bebauung | Mozartstraße 17 (Karte)                    | 1900 | Historisierende Häuserzeile der Stadterweiterung, baugeschichtliche Relevanz. Dreigeschossiger gelber Klinkerbau mit fünf Achsen, auf hohem Sockel, Eingang mittig, die Öffnungen Erdgeschoss flachbogig, Schlusssteine mit Kopfdarstellungen, Abschluss des Hochparterres durch kräftiges Gurtgesims, Obergeschoss-Fensterverdachungen durch waagerechtes Gebälk und Dreieckgiebel, hier florale Putz-Stuck-Ornamentzonen, fünf schöne Gauben mit Holzverschalung und Satteldach. | 09247277 |
|                                         | Mietshaus in geschlossener Bebauung | Mozartstraße 18 (Karte)                    | 1903 | Historisierende Häuserzeile der Stadterweiterung, baugeschichtliche Relevanz. Dreigeschossiger Putz-Klinker-Bau mit fünf Achsen, die Achse über dem Eingang links betont durch Kuppelfenster und aufwendigere Bekrönung im ersten Obergeschoss, Erdgeschoss verputzt, mit Nutung, die Fenster mit kleinen Schlusssteinen, über Erdgeschoss Gurtgesims, waagerechte Fensterverdachungen im ersten Obergeschoss, hier und im Traufgesims Relieffelder mit Jugendstileinfluss (Tierdarstellungen bzw. ornamentale Gestaltungen), Schleppgauben. | 09247285 |
|                                         | Mietshaus in geschlossener Bebauung | Mozartstraße 19 (Karte)                    | Um 1902 | Historisierende Häuserzeile der Stadterweiterung, baugeschichtliche Relevanz. Dreigeschossiger gelber Klinkerbau mit fünf Achsen, auf hohem Sockel, großer rundbogiger Eingang rechts, in dieser Zone Seitenrisalit mit großzügigerer Achse und Dachausbau (die Bekrönung fehlt), die Öffnungen Erdgeschoss flachbogig, gewellte Schlusssteine, Abschluss des Hochparterres durch kräftiges Gurtgesims, Obergeschoss-Fensterverdachungen durch waagerechtes Gebälk und Dreieckgiebel, hier florale Putz-Stuck-Ornamentzonen, vier stehende Gauben mit Holzverschalung und Satteldach. | 09247278 |
|                                         | Mietshaus in geschlossener Bebauung | Mozartstraße 20 (Karte)                    | 1903 | Historisierende Häuserzeile der Stadterweiterung, baugeschichtliche Relevanz. Dreigeschossiger Putz-Klinker-Bau mit fünf Achsen, Erdgeschoss verputzt und teilweise genutet, mit lisenenartigen Vorlagen, großer Eingang rechts, über Erdgeschoss Gurtgesims, die Obergeschosse roter Klinker mit satten Gusssteinverzierungen (Fensterrahmungen,-Bekrönungen und Schmuckfelder, vom geometrischen Jugendstil beeinflusst), durch Breite und Verzierungen betontes Traufgesims, Schleppgaupen, der flache Seitenrisalit der Eingangszone mit Kuppelfenstern und gesteigerter Fensterbekrönung. | 09247284 |
|                                         | Mietshaus in geschlossener Bebauung | Mozartstraße 21 (Karte)                    | 1902 | Historisierende Häuserzeile der Stadterweiterung, baugeschichtliche Relevanz. Dreigeschossiger Putz-Klinker-Bau, fünf Achsen, Putzquaderung in Erdgeschoss, im Sockelbereich Bossenquaderung (Putz), Hauseingang seitlich, abgerundete Fensterecken, darüber Ornamentfelder (Kartuschen und Ranken), die Geschosse werden optisch durch Gesimse getrennt, die Fenster des ersten Obergeschosses mit markanter Gusssteinrahmung, zweiachsiges Zwerchhaus rechts, drei Gauben mit Zeltdach. | 09247279 |
|                                         | Mietshaus in geschlossener Bebauung | Mozartstraße 22 (Karte)                    | 1903 | Historisierende Häuserzeile der Stadterweiterung, baugeschichtliche Relevanz. Dreigeschossiger Putz-Klinker-Bau mit fünf Achsen, die rechte betont durch schmalere Kuppelfenster (im ersten Obergeschoss bogig bekrönt), Erdgeschoss verputzt, über Erdgeschoss Gurtgesims, die Obergeschosse roter Klinker mit satten Gusssteinverzierungen (Fensterrahmungen,-Bekrönungen und Schmuckfelder, vom geometrischen Jugendstil beeinflusst), durch Breite und Verzierungen betontes Traufgesims, Schleppgaupen. | 09247283 |
|                                         | Mietshaus in geschlossener Bebauung | Mozartstraße 23 (Karte)                    | Um 1900 | Historisierende Häuserzeile der Stadterweiterung, baugeschichtliche Relevanz. Dreigeschossiger Putz-Klinker-Bau, fünf Achsen, Putzquaderung in Erdgeschoss, im Sockelbereich Bossenquaderung (Putz), eingezogener Hauseingang mittig, abgerundete Fensterecken, darüber Ornamentfelder (Kartuschen und Ranken), die Geschosse werden optisch durch Gesimse getrennt, die Fenster der rotklinkerigen Obergeschosse mit markanter Gusssteinrahmung, Schleppgaupen. | 09247280 |
|                                         | Mietshaus in geschlossener Bebauung | Mozartstraße 24 (Karte)                    | 1904 | Historisierende Häuserzeile der Stadterweiterung, baugeschichtliche Relevanz. Dreigeschossiger Putz-Klinker-Bau mit fünf Achsen, die mittlere betont durch zentralen Eingang und durch bogige Bekrönung des Mittelachsenfensters im ersten Obergeschoss, Erdgeschoss verputzt, über Erdgeschoss Gurtgesims, die Obergeschosse roter Klinker mit satten Gusssteinverzierungen (Fensterrahmungen,-Bekrönungen und Schmuckfelder, vom geometrischen Jugendstil beeinflusst), durch Breite und Verzierungen betontes Traufgesims,Schleppgaupen. | 09247282 |
|                                         | Mietshaus in geschlossener Bebauung | Mozartstraße 25 (Karte)                    | 1903 | Historisierende Häuserzeile der Stadterweiterung, baugeschichtliche Relevanz. Dreigeschossiger Putz-Klinker-Bau, fünf Achsen, Putzquaderung in Erdgeschoss, im Sockelbereich Bossenquaderung (Putz), Hauseingang mittig (Oberlicht zugesetzt), abgerundete Fensterecken, darüber Ornamentfelder (Kartuschen und Ranken), die Geschosse werden optisch durch Gesimse getrennt, die Fenster der rotklinkerigen Obergeschosse mit markanter Gusssteinrahmung, Schleppgaupen. | 09247281 |
|                                         | Mietshaus mit Gaststätte, in Ecklage und in geschlossener Bebauung | Mozartstraße 26 (Karte)                    | 1903 | Historisierende Häuserzeile der Stadterweiterung, baugeschichtliche Relevanz. Dreigeschossiger Putz-Klinker-Bau mit 4:fünf Achsen, dazu als Eckbetonung schräg gestellte Achse als zweigeschossiger flacher Rechteckerker mit Kuppelfenstern im Obergeschoss-Bereich, Erdgeschoss mit Putzrustika, hier Gaststätte, Eingang aus der Mitte gerückt, die beiden Obergeschosse roter Klinker mit kräftigen Putzverdachungen der Öffnungen, reliefierte Fensterbrüstungen, horizontale Betonung durch kräftiges profiliertes Traufgesims, das verkröpft auch das Gebälk des Eckerkers bildet, zusätzliche Eckbetonung durch dreiachsigen, von einer Welschen Haube abgeschlossenem Dachaufbau. | 09246831 |
|                                         | Villa mit Garten | Reißiger Straße 45 (Karte)                 | Um 1905 | Architektonischer Wert, vor allem baugeschichtliche Bedeutung. Zweigeschossiger gelber Klinkerbau mit heterogenem Grund- und Aufriss, Walmdach mit Ausbauten, geschweiften Freigiebeln und niedrigeren Dacheinschnitten, dreigeschossiger polygonaler, fast runder Eckturm mit Welscher Haube, die Fenster des piano nobile sowohl segmentbogig als auch gerade verdacht und gekuppelt, Schlusssteine, Hauseingang überdacht mit Satteldach und Leergespärre. | 09247324 |
| Weitere Bilder                          | Friedhof Plauen I (Sachgesamtheit) | Reißiger Straße 57 (Karte)                 | 1866 (Kauf des Grundstückes)                                                                                                   | Sachgesamtheit Friedhof Plauen I: mit Wegesystem, Lindenalleen und -reihen, Lindenpaar, Säuleneiche, Einfriedungsmauern, Ziergittertore, Kriegerdenkmal für die Gefallenen des Ersten Weltkrieges mit Bepflanzung, Holzkreuz und Mahnmal zum Gedenken an die Pogromnacht 1938 sowie Erbbegräbnisse und Grabmale (siehe Einzeldenkmal 09247342) und Friedhofsmauer (Sachgesamtheitsteil); stadtgeschichtliche und landschaftsgestaltende Bedeutung, zeittypische Grabmale sowie Gräber wichtiger Plauener Persönlichkeiten | 09299939 |
| Weitere Bilder                          | Kriegerdenkmal für die Gefallenen des Ersten Weltkrieges mit Bepflanzung, Holzkreuz und Mahnmal zum Gedenken an die Pogromnacht 1938, Erbbegräbnisse und Grabmale sowie Friedhofsmauer (Einzeldenkmale zu ID-Nr. 09299939) | Reißiger Straße 57 (Karte)                 | 19. Jahrhundert / 20. Jahrhundert (Grabmale); nach 1918 (Kriegerdenkmal); nach 1945 (Mahnmal in Erinnerung an die Pogromnacht) | Einzeldenkmale des Friedhofs Plauen I; stadtgeschichtliche und landschaftsgestaltende Bedeutung, zeittypische Grabmale sowie Gräber wichtiger Plauener Persönlichkeiten | 09247342 |
|                                         | Mietshaus in offener Bebauung | Reißiger Straße 79 (Karte)                 | 1903 | Hausgruppe der Stadterweiterung um 1900, baugeschichtliche Bedeutung. Gruppe von vier gleichartigen Mietshäusern gleicher Gestaltung, dreigeschossig, fünf Achsen, Mitte mit zweiachsigem Zwerchhaus, roter Klinker, Mansarddach, Rechteckfenster und Segmentbogenfenster rechts und links gekuppelt, Erdgeschoss Segmentbogenverdachung, erstes Obergeschoss mit waagerechter Fensterverdachungen, zweites Obergeschoss mit Fensterbrüstungen und über Fenstern Betonreliefs, Erdgeschoss über Fenstern Schlusssteine mit Kopfdarstellungen, Sockel mit aufgeputzter Bossenquaderung, Kellerfenster mit originalen Gittern. | 09247317 |
|                                         | Mietshaus in offener Bebauung | Reißiger Straße 81 (Karte)                 | 1903 | Hausgruppe der Stadterweiterung um 1900, baugeschichtliche Bedeutung. Gruppe von vier gleichartigen Mietshäusern gleicher Gestaltung, dreigeschossig, fünf Achsen, Mitte mit zweiachsigem Zwerchhaus, roter Klinker, Mansarddach, Rechteckfenster und Segmentbogenfenster an den Seiten gekuppelt, Erdgeschoss Segmentbogenverdachung, erstes Obergeschoss mit waagerechter Fensterverdachungen, zweites Obergeschoss mit Fensterbrüstungen und über Fenstern Betonreliefs, Erdgeschoss über Fenstern Schlusssteine mit Kopfdarstellungen, Sockel mit aufgeputzter Bossenquaderung, Kellerfenster mit originalen Gittern. | 09247318 |
|                                         | Mietshaus in offener Bebauung | Reißiger Straße 83 (Karte)                 | 1903 | Hausgruppe der Stadterweiterung um 1900, baugeschichtliche Bedeutung. Gruppe von vier gleichartigen Mietshäusern gleicher Gestaltung, dreigeschossig, fünf Achsen, Mitte mit zweiachsigem Zwerchhaus, roter Klinker, Mansarddach, Rechteckfenster und Segmentbogenfenster an den Seiten gekuppelt, Erdgeschoss Segmentbogenverdachung, erstes Obergeschoss mit waagerechter Fensterverdachungen, zweites Obergeschoss mit Fensterbrüstungen und über Fenstern Betonreliefs, Erdgeschoss über Fenstern Schlusssteine mit Kopfdarstellungen, Sockel mit aufgeputzter Bossenquaderung, Kellerfenster mit originalen Gittern. | 09247319 |
|                                         | Mietshaus in offener Bebauung | Reißiger Straße 85 (Karte)                 | 1904 | Entwurf 1904 von Alfred Gottschalk für die Baufirma Sachs & Robisch; Teil einer Hausgruppe mit historisierender Gestaltung (die anderen Gebäude nicht mehr denkmalwürdig), baugeschichtliche Relevanz. Dreigeschossig, fünf Achsen, Mitte mit zweiachsigem Zwerchhaus, roter Klinker, Mansarddach, Gauben teilweise vereinfacht mit Tonnendach, Rechteckfenster und Segmentbogenfenster, Erdgeschoss mit Segmentbogenverdachung, erstes Obergeschoss mit waagerechten Fensterverdachungen, zweites Obergeschoss mit Fensterbrüstungen und über Fenstern Betonreliefs, im Erdgeschoss über Fenstern Schlusssteine mit Kopfdarstellungen, Sockel mit aufgeputzter Bossenquaderung, Kellerfenster mit originalen Gittern. | 09247320 |
|                                         | Mietshaus in Ecklage und in halboffener Bebauung | Reißiger Straße 138 (Karte)                | 1904 | Bildprägender Späthistorismusbau, baugeschichtliche Bedeutung. Dreigeschossiger gelber Klinkerbau über Eck, mit markanten hellen Putzgestaltungen (vor allem zweigeschossiger Rechteckerker über Erdgeschoss, Übergiebelung des Seitenrisalits, aber auch kleinteilige florale Fensterbekrönungen), Erdgeschoss mit bogigen, zum Teil großen Fensteröffnungen, über Erdgeschoss Gurtgesims, leicht vereinfachter Dachbereich (fehlende Bekrönungen), Fensterbrüstungen und über den Fenstern Reliefs mit aufwendiger floraler Jugendstildekoration, kannelierte Putzpilaster. | 09247316 |
|                                         | Schlachthof Plauen (Sachgesamtheit) | Schlachthofstraße 1, 1a, 3, 3a, 3b (Karte) | 1898–1901 | Sachgesamtheit Schlachthof mit Kessel- und Maschinenhaus, Wasserturm, kleine und große Viehhalle (ehemalige Schweine- und Kleinviehverkaufshalle sowie Rinderverkaufshalle), Schlachthallen (ehemalige Schweine- und Kleinviehschlachthalle und Rinderschlachthalle), ehemaliger Rinder- und Pferdestall, Verwaltungsgebäude sowie ehemalige Fellage und Großviehkuttelei und Einfriedungsmauer (Einzeldenkmale 09301835 unter gleicher Anschrift); industriegeschichtlich bedeutsam als eine der wenigen, noch weitgehend vollständig erhaltenen Anlagen im Regierungsbezirk Chemnitz. Wasserturm mit polygonalem Grundriss, dreigeschossig, alle Bauten roter Klinker, zumeist eingeschossig, größtenteils Satteldächer, u. a. durch Zahnschnittfriese verziert. Geschlossen erhaltene Anlage, deren Funktion heute noch deutlich ablesbar ist. Zum Schlachthof gehörten folgende Gebäude: Verwaltungsgebäude, Pförtnergebäude, Restaurationsgebäude, Pferdestall, Rinderschlachthalle, Kühlhaus, Kleinviehschlachthalle, Rinderstall, Felllager und Großviehkuttelei, Kessel- und Maschinenhaus mit Schornstein, Schweine- und Kleinviehstall, Düngerhaus und Kläranlage, Fuhrwerkswage, Sanitäts- und Pferdeschlachthof mit Pförtnergebäude, Stallung, Düngergrube, Schlachthalle und Freibank, Viehwage, Laderampe, Viehhof. - Große Schlachthalle: eines der bedeutendsten Gebäude ist große Schlachthalle mit gewölbtem Dach und repräsentativem Giebel, teilweise mit Bekrönung, dreischiffige Anlage - Denkmalwert: technikgeschichtliche Bedeutung, auf Grund des guten Originalzustandes hoher Dokumentationswert, Produktionsablauf lässt sich heute noch deutlich nachvollziehen, teilweise historische Innenausstattung erhalten, Gasthof nicht mehr erhalten, Verwaltungsgebäude verändert - Bauherr: Stadtbauverwaltung Plauen i. V., Bauzeit von 1898–1901, Grundstückserwerbspreis 230.000 Mark, Baukosten 2.598.000 Mark | 09246786 |
| Direkt Bild zu diesem Denkmal hochladen | Kessel- und Maschinenhaus, Wasserturm, kleine und große Viehhalle (ehemalige Schweine- und Kleinviehverkaufshalle sowie Rinderverkaufshalle), Schlachthallen (ehemalige Schweine- und Kleinviehschlachthalle und Rinderschlachthalle), ehemaliger Rinder- und Pferdestall, Verwaltungsgebäude sowie ehemalige Fellage und Großviehkuttelei und Einfriedungsmauer (Einzeldenkmale zu ID-Nr. 09246786) | Schlachthofstraße 1, 1a, 3, 3a, 3b (Karte) | 1898–1901 | Einzeldenkmale der Sachgesamtheit Schlachthof; weitgehend original erhaltene Funktionsbauten eines der wenigen noch nahezu vollständig erhaltenen Schlachthöfe im Regierungsbezirk Chemnitz von baugeschichtlicher, ortsgeschichtlicher, produktionsgeschichtlicher und sozialgeschichtlicher Bedeutung. 1898 wurde der Grundstein für den zentralen Vieh- und Schlachthof Plauens gelegt, den das enorme Stadtwachstum und die damit einhergehenden hygienischen Missstände erforderlich gemacht hatten. Anfang Mai 1901 konnte die knapp sieben Hektar große Anlage im Norden der Stadt, die mit mehreren Vieh- und Schlachthallen, Ställen, Verwaltungs- und Funktionsgebäuden aus rotem Klinker bebaut wurde, in Betrieb genommen werden. Als Vorbild dienten den verantwortlichen städtischen Architekten – Stadtbauinspektor Arno Dolzig und Stadtbaurat Georg Fleck – französische Schlachthöfe, die sich durch einzeln stehende Gebäude auszeichnen. Ein eigener Gleisanschluss und innerhalb des Geländes verlaufende Schienen sorgten für Erleichterungen beim Transport der Tiere und Güter, wie z. B. Kohlen. An zentraler Stelle wurde das Kessel- und Maschinenhaus errichtet, daran angeschlossen bildet der viergeschossige, oktogonale und mit einem Zinnenkranz bekrönte Wasserturm eine markante Höhendominate im Gelände. Der Wasserturm beherbergte neben Räumen für Arbeiter und Maschinisten sowie einem Brausebad im Erdgeschoss unterschiedliche Wasserbehälter, die die Wasserversorgung des sehr wasserintensiven Schlachtprozesses samt den dazu notwendigen Reinigungsarbeiten sicherstellten. Im ersten Obergeschoss waren die Entlüftung und Vorkühlung des Eiswassers geregelt, das nachfolgend im Kesselhaus zu großen Eisblöcken gefroren wurde. Das zweite Obergeschoss enthielt einen schmiedeeisernen, zylindrischen Warmwasserbehälter (40 m³ Fassungsvermögen), im obersten Stock war ein konstruktiv hochmoderner, 100 m³ fassender zylindrischer Kaltwassertank aus bewehrtem Beton aufgestellt. Äußerlich ähnelt der Wasserturm einem Wehrturm. Über der Gebäudeecke des Maschinen- und Kesselhauses errichtet, überführen ihn hell abgesetzte Dreiecksflächen in einen oktogonalen Grundriss. Die Kanten des Oktogons sind lisenenartig betont, in den Wandflächen dazwischen sitzen Segmentbogenfenster. Zwischen drittem und viertem Geschoss sorgt ein auffälliges Zahnschnittfries mit kegelförmigen Konsolen für einen Akzent, der sich als oberer Abschluss wiederholt und in zylindrischen, zinnenbekrönten Ecktürmchen endet. Auf dieser Ebene wechseln sich Rundbogenfenster und Okuli ab. Die anderen Gebäude des Schlachthofareals sind ähnlich qualitätvoll und architektonisch differenziert gestaltet, wodurch dem Schlachthof ein großer baugeschichtlicher Wert zukommt. Die nahezu vollständige Erhaltung und beachtliche Größe machen ihn gleichzeitig zu einem Ort von produktions-, sozial- und ortsgeschichtlicher Bedeutung. Der Schlachthof ist ein wichtiges bauliches Dokument, an dem sich noch heute der Produktionsablauf deutlich ablesen lässt. | 09301835 |
| Weitere Bilder                          | Doppelwohnhaus in geschlossener Bebauung | Schlachthofstraße 2, 4 (Karte)             | 1900 | Stadterweiterungsbau der Zeit um 1900, baugeschichtliche Bedeutung. Viergeschossiger Putz-Klinker-Bau mit 2xfünf Achsen, Erdgeschoss mit Putznutung, hier Segmentbogenöffnungen, zentrale Eingänge mit zweiflügeligen Haustüren mit Oberlichtern, über Erdgeschoss Gurtgesims, die drei Obergeschosse in orangerotem Klinker, die Fenster der Obergeschosse mit geradem Abschluss und mit Putzstuck-Schmuckfelders bekrönt (u. a. Kartuschen, im zweiten Obergeschoss Medaillons), weiteres Putzgesims über zweitem Obergeschoss, schöne Gauben mit Leergespärre und verziertem Giebel. | 09246787 |
|                                         | Mietshaus in geschlossener Bebauung | Schlachthofstraße 6 (Karte)                | 1904 | Historisierende Putz-Klinker-Fassade mit Jugendstilapplikationen, baugeschichtliche Bedeutung. Viergeschossiger und 5achsisger Putz-Klinker-Bau auf hohem Sockel, Sockelgeschoss mit Laden und seitlichem Hauseingang, Erdgeschoss Putzrustika und mit Gurtgesims optisch abgeschlossen, darüber drei Geschosse mit hellen, lisenenartig eingesetzten Klinkern, die besonders nach oben hin mit schweren Putz-Gussstein-Elementen in Form des geometrischen Jugendstils sowie mit Masken versehen sind, zentraler kleiner Balkon über dem ersten Obergeschoss in der Mittelachse, die Fenster des obersten Geschosses als einzige segmentbogig, Traufgesims vermutlich vereinfacht, vier Schleppgauben. | 09246789 |
|                                         | Mietshaus in geschlossener Bebauung | Schlachthofstraße 7 (Karte)                | 1913 | Zeittypischer Putzbau mit Einflüssen des Reformstils, von baugeschichtlicher Bedeutung. Viergeschossiger Putzbau mit sechs Achsen, die Fenster leicht zu Zweiergruppen angelegt, zwischen Sockel und genutetem Hochparterre sowie über letzterem Gesimse, über Hochparterre zweiachsiger dreigeschossiger Rechteckerker mit Traufgesims als Gebälk, drei dicke, den ganzen Dachbereich einnehmende Zwerchhäuser mit abgestumpften Dreiecksgiebeln, zurückhaltende Putzfelder zwischen den Obergeschoss, Eingangsbereich verändert. | 09246801 |
|                                         | Mietshaus in geschlossener Bebauung | Schlachthofstraße 8 (Karte)                | 1903 | Stadterweiterungsbau der Zeit um 1900, baugeschichtliche Relevanz. Fünf Achsen, vier Geschosse, geputztes Hochparterre von Gurtgesimsen eingefasst, zentraler, mit jugendstiligem Oberlicht versehener Eingang, Rundbogenfenster, die Obergeschosse roter Klinker mit ornamentierten Gusssteinpartien (Konsol- und Bekrönungsfelder), über den beiden linken Achsen kleines rundbogiges Zwerchhaus, drei kleine stehende Gaupen. | 09246790 |
|                                         | Mietshaus in geschlossener Bebauung | Schlachthofstraße 9 (Karte)                | 1928 | Mit Einflüssen der Sachlichkeit der 1920er Jahre, von baugeschichtlicher Relevanz. Viergeschossiger und vierachsiger Putzbau, Sockel und Hochparterre mit Putznutung und unter breitem Gesims annähernd im Goldenen Schnitt zusammengefasst, Eingang und Garagentor rechts mit gemeinsamer gerader Verdachung, die drei Obergeschosse mit Putzlisenen, gedrungene Rechteckfenster, mittiger zweiachsiger und gerade abgeschlossener Dachaufbau, zwischen erstem und zweitem Obergeschoss Medaillons. | 09246800 |
|                                         | Mietshaus in Ecklage in geschlossener Bebauung | Schlachthofstraße 10 (Karte)               | 1903 | Repräsentatives Eckgebäude mit leicht verändertem Erdgeschoss, baugeschichtliche Bedeutung. Viergeschossiger Putz-Klinker-Bau in Ecklage, diese betont durch Kuppelfenster am Eckrisalit sowie durch Überhöhung durch geputzten Dachausbau als fünftes Geschoss mit geschwungener Haube, die hohe Erdgeschoss- und Sockelzone geputzt und mit Veränderungen, hier bogige Öffnungen, darüber Gurtgesims, drei Obergeschosse mit rotem Klinker, mit vielgestaltigen, zum Teil vom Jugendstil beeinflussten Gusssteinverzierungen vor allem der Fensterrahmungen und-bekrönungen, im Bereich des Dachausbaus Wappen und Köpfe, mehrere Schleppgaupen auf beiden Hausseiten. | 09246791 |
|                                         | Mietshaus in geschlossener Bebauung | Schlachthofstraße 11 (Karte)               | 1913 | Typischer Putzbau der zeit um 1910, baugeschichtliche Relevanz. Viergeschossiger und 6achsiger Putzbau auf hohem Sockel, darin rechts Hauseingang (verändert), Putznutung im Erdgeschoss, darüber dünnes Gesims, zentraler, im Hochparterre ansetzender, dreigeschossiger flacher zentraler Rechteckerker, der von Dachhaus mit Schweifgiebel bekrönt wird, flankiert von je einer Schleppgaupe. | 09246799 |
|                                         | Mietshaus in geschlossener Bebauung | Schlachthofstraße 13 (Karte)               | 1913 | Typischer reformstiliger Putzbau der Zeit um 1910 von baugeschichtlicher Bedeutung. Viergeschossiger Putzbau, sechs Achsen paarweise gruppiert, über hoher Sockel-Hochparterrezone (jeweils durch Gesims markiert) zentraler dreigeschossiger, flach verdachter Rechteckerker, auf Konsolsteinen und mit Pilastergliederung, die flankierenden Achsen jeweils mit dreiecksgegiebeltem Dachausbau mit Stuckverzierungen (Ranken, Pflanzen) abgeschlossen, so dass die Fassade symmetrisch erscheint, raffinierte Durchbrechung dieser Symmetrie jedoch durch links aus der Mitte gerückten, hohen und schmalen Eingang mit schöner zweiflügliger Haustür mit Bleiglasfenstern und Oberlicht, bemerkenswert das Treppenhaus mit Schablonenmalerei nach Vorlage der Malerzeitschrift „Die Mappe“ von 1929. | 09246798 |
|                                         | Mietshaus in Ecklage in geschlossener Bebauung | Schlachthofstraße 15 (Karte)               | 1913 | Bildprägender Reformstilbau, baugeschichtliche Bedeutung. Viergeschossiger Putzbau auf hohem Sockel, darin Eingang, das Erdgeschoss von kräftigen Gurtgesimsen eingefasst, Eckbetonung durch gegiebelte Dachausbauten und durch viergeteilte Fensterfront in allen Etagen, weitere seitliche Wandgestaltung durch je einen flachen 3geschossigen Rechteckerker, auf Kragsteinen (Beton?) über dem ersten Obergeschoss ansetzend und mit Triplefenstern, gediegene Putzgestaltung (Hochparterre genutet, die Giebelrisalite mit Phantasielambrequins u. a.). | 09246797 |
|                                         | Mietshaus in Ecklage in halboffener Bebauung | Schlachthofstraße 26 (Karte)               | 1904 | Historisierender Bau der Stadterweiterung, baugeschichtliche Bedeutung. Viergeschossiger Putz-Klinker-Bau, Ecke halbrund ausgebildet und durch Aufbau im Dachbereich sowie durch Zwillingsfenster betont, Erdgeschoss Putznutung, die Fenster mit Putzstuckornamentik gerahmt und bekrönt (z. B. kannelierte Pilaster), über Erdgeschoss Gesims, die Obergeschosse dunkelgelber Klinker mit Gussstein-Schmuckplatten unter den Fenstern, Mansarddach mit je vier Schleppgaupen. | 09246793 |
|                                         | Mietshaus in geschlossener Bebauung | Schlachthofstraße 28 (Karte)               | 1904 | Historistischer Straßenzug der Stadterweiterung, baugeschichtliche Bedeutung. Dreigeschossiger Putz-Klinker-Bau, fünf Achsen, hohes geputztes Erdgeschoss mit eierstabverzierten Rundbogenöffnungen und zentralem Eingang, dessen Tür (mit Oberlicht) und die das Gesims ausbuchtende Bekrönung darüber mit Jugendstileinflüssen, die beiden Obergeschosse roter Klinker, jede Achse mit kolossalen und mit Kammzugputz versehenen Lisenen begrenzt, die Mittelachse durch volutengegiebelten Dachaufbau betont, auch hier jugendstilige Applikationen. | 09246794 |
|                                         | Mietshaus in geschlossener Bebauung | Schlachthofstraße 30 (Karte)               | 1904 | Historistischer Straßenzug der Stadterweiterung, baugeschichtliche Bedeutung. Gleiche Gestaltung wie Nachbarhaus Nummer 28, dreigeschossiger Putz-Klinker-Bau, fünf Achsen, hohes geputztes Erdgeschoss mit eierstabverzierten Rundbogenöffnungen und zentralem Eingang, Tür mit Oberlicht (nicht original), die das Gesims ausbuchtende Bekrönung darüber mit Jugendstileinflüssen, die beiden Obergeschosse roter Klinker, jede Achse mit kolossalen und mit Kammzugputz versehenen Lisenen begrenzt, die Mittelachse durch volutengegiebelten Dachaufbau betont, auch hier jugendstilige Applikationen. | 09246795 |
|                                         | Mietshaus in halboffener Bebauung | Schlachthofstraße 32 (Karte)               | 1904 | Historistischer Straßenzug der Stadterweiterung, baugeschichtliche Bedeutung. Ähnliche Gestaltung wie die Nachbarhaus 28 und 30, dreigeschossiger Putz-Klinker-Bau, fünf Achsen, hohes geputztes Erdgeschoss mit eierstabverzierten Rundbogenöffnungen, Eingang seitlich, die beiden Obergeschosse roter Klinker, die Fenster mit Putzstuck-Vorhangbögen versehen, jede Achse mit kolossalen und mit Kammzugputz versehenen Lisenen begrenzt, die Mittelachse durch volutengegiebelten Dachaufbau betont, auch hier jugendstilige Applikationen. | 09246796 |
|                                         | Mietshaus in halboffener Bebauung | Schubertstraße 15 (Karte)                  | 1911 | Vergleichsweise schlichte Häuserzeile des Reformstils, baugeschichtliche Bedeutung. Dreigeschossiger fünfachsiger Putzbau, Putznutung im Erdgeschoss, hier vorwiegend Segmentbogenfenster, polygonaler zweigeschossiger Erker ab zweitem Obergeschoss an der rechten Seite, die linke Seite der Fassade betont durch flachen Erker mit Triplefenster im ersten Obergeschoss, darunter sich über die Nachbarachse mit erstreckende Balustrade, steiles mansardartiges Dach mit Zierfachwerk an der Giebelseite, Fassade insgesamt etwas vereinfacht. | 09301733 |
|                                         | Mietshaus in geschlossener Bebauung | Schubertstraße 17 (Karte)                  | 1911 | Vergleichsweise schlichte Häuserzeile des Reformstils, baugeschichtliche Bedeutung. Dreigeschossiger Putzbau, Putznutung im Erdgeschoss, hier durch Putzrahmung höhlenartig erscheinender zentraler Eingang, flankiert von zwei großen Rundbogenfenstern, das erste Obergeschoss sechsachsig, wobei die Öffnungen über dem Eingang schmaler gehalten sind und in einem kleinen Erker mit Segmentbogengrundriss zusammengefasst sind, die Symmetrie der Fassade wird aufgebrochen durch weiteren flachen Seitenerker rechts, der erst im zweiten Obergeschoss beginnt und im Dachbereich in Giebelung mit Triplefenster endet, im Inneren originales aufwendig gestaltetes Treppenhaus mit Bemalung und originale Wohnungstüren. | 09301735 |
|                                         | Mietshaus in halboffener Bebauung | Schubertstraße 19 (Karte)                  | 1911 | Vergleichsweise schlichte Häuserzeile des Reformstils, baugeschichtliche Bedeutung. Dreigeschossig, Putznutung im Erdgeschoss, Segmentbogenfenster, die rechte Seite betont durch Rundbogenfenster im Erdgeschoss und darüber Erker über polygonalem Grundriss, darüber Dachausbau mit Zierfachwerk, vier stehende Gaupen. | 09301736 |
|                                         | Mietshaus mit Gaststätte in Ecklage und in halboffener Bebauung | Schumannstraße 2 (Karte)                   | Um 1900 | Prächtiger Historismusbau mit Renaissanceelementen, vor allem baugeschichtliche Bedeutung. Dreigeschossiger Putz-Klinker-Bau, das Erdgeschoss durch die thermenartigen und mit ornamentalem Stuck bekrönten Bogenfenster der (ehemaligen) Gaststätte definiert, starke Eckbetonung durch über dem Erdgeschoss ansetzenden zweigeschossigen, mit Welscher Haube bekröntem Putz-Polygonalerker, die Obergeschosse mit rotem Klinker mit Putzbändern, in der Eckzone balustradenartige Verzierungen und Rundbogenfenster, ansonsten die Fenster mit geradem Sturz, das Gebäude erhält Prächtigkeit durch je einen großen RenaissanceVolutengiebel auf jeder Seite, an einem Giebel bezeichnet mit „B.Z.“. | 09246847 |
|                                         | Mietshaus in halboffener Bebauung | Schumannstraße 4 (Karte)                   | 1902 | Teil eines historisierenden Gebäudeensembles von baugeschichtlicher Bedeutung. Mit Nummer 6 und 8 eine zusammenhängende Häuserzeile bildend, dreigeschossiger Bau in Mischbauweise aus hellem Putz und rotem Klinker, fünf Achsen zur Schauseite, Eingang und flacher gegiebelter Seitenrisalit auf der Schmalseite, Erdgeschoss roter Klinker mit hellen Putzbändern in Höhe der Kämpfer, Öffnungen Korbbögen mit Schlusssteinen, breites Gesims darüber, mit Putzstuck-Schmuckfeldern, dieses noch großflächiger über den Öffnungen des ersten Obergeschosses (Wappen und florale Motive), Pilaster und Putzfelder als Fassadengliederung, großes Zwerchhaus rechts mit segmentbogenförmigem Abschluss. | 09247303 |
|                                         | Mietshaus in geschlossener Bebauung | Schumannstraße 6 (Karte)                   | Um 1905 | Teil eines historisierenden Gebäudeensembles von baugeschichtlicher Bedeutung. Mit Nummer 4 und 8 eine zusammenhängende Häuserzeile bildend, dreigeschossiger roter Klinkerbau mit fünf Achsen, hoher Anteil von Putzfeldern und -bändern, Fensterbrüstungen dekoriert mit wappenartigen Darstellungen und floralen Motiven, Pilaster und Putzfelder als Fassadengliederung, eingezogener Hauseingang seitlich, zentrales Zwerchhaus mit bogigem Abschluss. | 09247304 |
|                                         | Mietshaus in halboffener Bebauung | Schumannstraße 8 (Karte)                   | Um 1905 | Teil eines historisierenden Gebäudeensembles von baugeschichtlicher Bedeutung. Mit Nummer 4 und 6 eine zusammenhängende Häuserzeile bildend, dreigeschossiger Bau in Mischbauweise aus hellem Putz und rotem Klinker, fünf Achsen zur Schauseite, Eingang und flacher gegiebelter Seitenrisalit auf der Schmalseite, Erdgeschoss roter Klinker mit hellen Putzbändern in Höhe der Kämpfer, Öffnungen Korbbögen mit Schlusssteinen, breites Gesims darüber, mit Putzstuck-Schmuckfeldern, dieses noch großflächiger über den Öffnungen des ersten Obergeschosses (Wappen und florale Motive), Pilaster und Putzfelder als Fassadengliederung, großes Zwerchhaus links mit segmentbogenförmigem Abschluss. | 09247305 |
|                                         | Mietshaus in Ecklage und in halboffener Bebauung | Schumannstraße 13 (Karte)                  | 1902 | Historisierender Bau, bildprägend, baugeschichtlich relevant. Dreigeschossiger, gelber Klinkerbau mit Mittelrisalit, leicht vorspringend, Segmentbogen-, Rechteck- oder Rundbogenfensteröffnungen, mit Werkstein eingefasst, zwei Dreieckgiebelverdachungen, im Giebelfeld Wappen und florale Dekorationen, an der Hausecke zweigeschossiger Erker, ab erstem Obergeschoss zunächst über rechteckigem, fortgesetzt auf polygonalem Grundriss. | 09300049 |
|                                         | Mietshaus in halboffener Bebauung | Schumannstraße 15 (Karte)                  | 1903 | Entwurf: Eisenwinter für die Firma Pfaff & Pflug; Teil einer Häuserzeile des Späthistorismus, baugeschichtliche Relevanz. Dreigeschossiger gelber Klinkerbau, Sockel verputzt, unterschiedliche Fensterformate prägen die Fassade, u. a. Zwillingsfenster, Rechteckfenster, Segmentbogen- und Kielbogenfensteröffnungen. Gliederungselemente der Fassade bilden Putzbänder bzw. Werksteinbänder, an der Ecke ab erstem Obergeschoss befindet sich ein zweigeschossiger Erker über polygonalem Grundriss, dessen Fensterbrüstungen mit floralen Ornamenten verziert. Ecke überhöht mit Blendgiebel. | 09300043 |
|                                         | Mietshaus in halboffener Bebauung | Schumannstraße 16 (Karte)                  | Um 1905 | Historismus der Stadterweiterung, baugeschichtliche Bedeutung. Dreigeschossig, fünf Achsen, Sockel Theumaer Schiefer, Erdgeschoss verputzt mit Nutungen, mit Rundbogenöffnungen (Schlusssteine), die Obergeschosse orangerote Klinker mit Putz- oder Natursteingliederung (Bänder), mittlere Achse mit zweigeschossigem Erker ab erstem Obergeschoss, mit Pilastergliederung, Fensterbrüstungen mit Reliefs geschmückt, Fenster der Obergeschosse mit gotisierenden Abschlüssen, erstes Obergeschoss mit Dreieckgiebelverdachungen, zentrales einachsiges Zwerchhaus, Mansarddach, nachträgliche Dachliegefenster, Fenster flankiert von Formsteinen mit Stabprofilen. | 09247306 |
|                                         | Mietshaus in geschlossener Bebauung | Schumannstraße 17 (Karte)                  | 1903 | Entwurf: Eisenwinter für die Firma Pfaff & Pflug; Teil einer Häuserzeile des Späthistorismus, baugeschichtliche Relevanz. Mittelbau einer Dreierhausgruppe, dreigeschossig, gelber Klinker, fünf Achsen, Sockel verputzt, Mitteleingang; in der ersten Etage mittig angeordneter, polygonaler Erker, ansonsten schlichte Fassadengestaltung, Satteldach, Frontgiebel, einachsig mit Blendgiebel verziert. | 09300044 |
|                                         | Mietshaus in geschlossener Bebauung | Schumannstraße 19 (Karte)                  | 1903 | Straßenzeile der Stadterweiterung, baugeschichtliche Bedeutung. Dreigeschossiger Putz-Klinker-Bau, gleiche Gestaltung wie Nachbarbebauung, orangeroter Klinker beide Obergeschoss, Erdgeschoss verputzt, Sockel Theumaer Schiefer, polygonaler zweigeschossiger Erker ab erstem Obergeschoss, im Dachgeschoss als Balkon abschließend, Mansarddach, Schleppgauben, dreiachsiges Zwerchhaus mit Blendgiebel, originale zweiflügelige Haustür mit Oberlicht mit Ziervergitterung, Fenster durch Pilaster zu Fenstergruppen zusammengefasst, Fensterbrüstungen mit Betonreliefs. | 09247308 |
|                                         | Mietshaus in geschlossener Bebauung | Schumannstraße 21 (Karte)                  | 1903 | Straßenzeile der Stadterweiterung, baugeschichtliche Bedeutung. Dreigeschossiger Putz-Klinker-Bau, gleiche Gestaltung wie Nachbarbebauung, orangeroter Klinker beide Obergeschoss, Erdgeschoss verputzt, Sockel Theumaer Schiefer, polygonaler zweigeschossiger Erker ab erstem Obergeschoss, im Dachgeschoss als Balkon abschließend, Mansarddach, Schleppgaube, dreiachsiges Zwerchhaus mit Blendgiebel, Fenster durch Pilaster zu Fenstergruppen zusammengefasst, Fensterbrüstungen mit Betonreliefs. | 09247309 |
|                                         | Mietshaus in halboffener Bebauung | Schumannstraße 23 (Karte)                  | 1904 | Endbau einer Straßenzeile der Stadterweiterung, baugeschichtliche Bedeutung. Dreigeschossiger Putz-Klinker-Bau, gleiche Gestaltung wie Nachbarbebauung, orangeroter Klinker beide Obergeschoss, Erdgeschoss verputzt, Sockel Theumaer Schiefer, originale zweiflügelige Haustür mit geschweiftem Kämpfer, mit Oberlicht, Fenster durch Pilaster zu Fenstergruppen zusammengefasst, Fensterbrüstungen mit Betonreliefs, Fenster teilweise original, im Dachgeschoss ein polygonaler Erker, einachsiges Zwerchhaus, Mansarddach, Schleppgauben. | 09247310 |
|                                         | Mehrfamilienhaus mit zwei Eingängen in offener Bebauung | Schumannstraße 24, 26 (Karte)              | 1928 | Sachlichkeit der 1920er Jahre, von baugeschichtlichem Wert. Breit gelagerter dreigeschossiger Putzbau auf rechteckigem Grundriss, zwei zweigeschossige und einachsige Erker ab erstem Obergeschoss, überfangen von Dachhäuschen, umlaufende Gurt- und Fensterbankgesimse, Putzquaderungen, aufgeputzte Fenstereinfassungen, hofseitig polygonale Treppenhausvorbauten, Walmdach. | 08992524 |
|                                         | Mietshaus in Ecklage | Schumannstraße 25 (Karte)                  | 1903 | Ehemaliges „Keglerheim Schweizerhöhe“, entworfen von Baumeister Richard Leheis für Carl Otto Leheis. Architektonisch extravagantes und pittoreskes Beispiel des Späthistorismus, baugeschichtlich bemerkenswert. Dreigeschossiges Putz-Klinker-Gebäude mit heterogenem Aufriss, die Ecklage auffällig betont durch schräggestellte Doppelturmfassade, zwischen den Türmen mit Polygonalgrundriss spannen sich in drei Geschossen Räume mit Thermenfenstern und (wieder hergestellten) Balkons, der Balkon des vierten Geschosses verbindet die beiden Turmhauben, auch die Seiten des Gebäudes mit großen Balkonen auf Kragsteinen sowie Risaliten mit Zierfachwerkgiebeln, die Putz- und die roten Klinkerfelder heterogen über die Fassade verteilt, Rundbogenfenster, kielbogenförmige Fenster sowie Rechteckfenster, Fassadendekoration mit verschiedenen Betonelementen, auch die Dachlandschaft mit verschiedenförmigen Ausbauten, teilweise mit Zierfachwerk, vielgestaltig. Ab Mitte der 1920er Jahre im Besitz des Aktienbrauvereins zu Plauen, fortan „Keglerheim Schweizerhöhe“, bis Ende der 1990er Jahre Kindergarten im Erdgeschoss, danach Leerstand, 2004 grundlegend saniert, seither mit zusätzlichem Dachgeschoss. | 09247311 |
|                                         | Mietshaus in halboffener Bebauung | Schumannstraße 28 (Karte)                  | Um 1904 | Teil einer gleichartig gestalteten Häusergruppe der Stadterweiterung von baugeschichtlichem Wert. Mit Bertrand-Roth-Straße 7, 9 und 11 Häusergruppe gleicher Gestaltung bildend, dreigeschossiger roter Klinkerbau, Betonreliefs als Dekoration mit ornamentalen und floralen Motiven, erstes Obergeschoss mit Fensterverdachungen mit Dreiecksgiebeln und Segmentbögen, Zwerchhäuser einachsig mit Stufengiebeln, diese durch konkave und konvexe Bögen bekrönt sowie Sonnensymbolik, originale Gauben mit Zeltdächern, hohes Mansarddach. Haustür original: zweiflügelig mit Oberlicht. | 09247312 |
|                                         | Mietshaus in geschlossener Bebauung | Wettinstraße 65 (Karte)                    | 1903 | Historisierende Häuserzeile der Stadterweiterung, baugeschichtliche Bedeutung. Dreigeschossiger und sechsachsiger Putz-Klinker-Bau, Erdgeschoss und Sockel mit Putzrustika, Eingang mit Oberlicht rechts, Gurtgesims trennt Erdgeschoss optisch ab, die Obergeschosse mit rotem Klinker, erstes Obergeschoss mit Fensterverdachung durch Segmentbögen und Dreieckgiebel, die Bogenfelder mit Eulendarstellung, Mansarddach, Schleppgauben. | 09246819 |
|                                         | Mietshaus in halboffener Bebauung | Wettinstraße 69 (Karte)                    | 1903 | Historisierende Häuserzeile der Stadterweiterung, baugeschichtliche Bedeutung. Dreigeschossiger und fünfachsiger Putz-Klinker-Bau, Erdgeschoss Putznutung, Eingang mit vom Jugendstil beeinflusstem Türblatt links, Gurtgesims trennt Erdgeschoss optisch ab, die Obergeschosse mit rotem Klinker, erstes Obergeschoss mit Fensterverdachung durch Segmentbögen und Dreieckgiebel, die Bogenfelder mit Eulendarstellung, Mansarddach, Schleppgauben. | 09246820 |
|                                         | Mietshaus in Ecklage in geschlossener Bebauung | Wettinstraße 75 (Karte)                    | 1902 | Historisierende Häuserzeile der Stadterweiterung, baugeschichtliche Bedeutung. Viergeschossiger Putz-Klinker-Bau, 5:5 Achsen, dazu abgeschrägte Achse als flacher Eckerker, hier dreiachsiger Dachaufbau mit Pyramidenhelmchen, Erdgeschoss mit Putznutung, optisch abgetrennt durch Gurtgesims, die Obergeschosse mit rotem Klinker mit starken Putz-Stuck-Anteilen (Schmuckfelder unter den Fenstern), plastische Fassadendurchbildung durch pilasterartige Wandvorlagen, mit vom Jugendstil beeinflussten Kapitellen (u. a. Köpfe), weitere Gesimse über zweitem Obergeschoss und als Traufgesims, dadurch horizontale Betonung, einige stehende Gaupen. | 09246812 |
|                                         | Mietshaus in geschlossener Bebauung | Wettinstraße 86 (Karte)                    | 1902 | Historisierende Häuserzeile der Stadterweiterung, baugeschichtliche Bedeutung. Dreigeschossiger Putz-Klinker-Bau mit fünf Achsen, sehr einfach, Erdgeschoss mit Putznutung, veränderter Eingang links, über Erdgeschoss Gurtgesims, die Obergeschosse mit rotem Klinker, mit Putz-Stuck-Schmuckfeldern zwischen den Geschossen, vereinfachtes Traufgesims, stehende Gaupen. | 09246818 |
|                                         | Mietshaus in geschlossener Bebauung | Wettinstraße 88 (Karte)                    | 1902 | Historisierende Häuserzeile der Stadterweiterung, baugeschichtliche Bedeutung. Dreigeschossiger Putz-Klinker-Bau mit fünf Achsen, sehr einfach, Erdgeschoss mit Putznutung, Eingang rechts, über Erdgeschoss Gurtgesims, die Obergeschosse mit rotem Klinker, mit Putz-Stuck-Schmuckfeldern zwischen den Geschossen, geschmücktes Traufgesims, stehende Gaupen. | 09246817 |
|                                         | Mietshaus in geschlossener Bebauung | Wettinstraße 90 (Karte)                    | 1902 | Historisierende Häuserzeile der Stadterweiterung, baugeschichtliche Bedeutung. Dreigeschossiger Putz-Klinker-Bau mit fünf Achsen, Erdgeschoss mit Putznutung, veränderter Eingang links, über Erdgeschoss Gurtgesims, die Obergeschosse mit rotem Klinker, mit Putz-Stuck-Schmuckfeldern zwischen den Geschossen, geschmücktes Traufgesims, stehende Gaupen. | 09246816 |
|                                         | Mietshaus in geschlossener Bebauung | Wettinstraße 92 (Karte)                    | 1902 | Historisierende Häuserzeile der Stadterweiterung, baugeschichtliche Bedeutung. Dreigeschossiger Putz-Klinker-Bau mit fünf Achsen, sehr einfach, Erdgeschoss mit Putznutung, veränderter Eingang rechts, über Erdgeschoss Gurtgesims, die Obergeschosse mit rotem Klinker, mit Putz-Stuck-Schmuckfeldern zwischen den Geschossen, geschmücktes Traufgesims, stehende Gaupen. | 09246815 |
|                                         | Mietshaus in geschlossener Bebauung | Wettinstraße 94 (Karte)                    | 1903 | Historisierende Häuserzeile der Stadterweiterung, baugeschichtliche Bedeutung. Dreigeschossiger Putz-Klinker-Bau mit fünf Achsen, sehr einfach, Erdgeschoss mit Putznutung, Eingang mittig, über Erdgeschoss Traufgesims, die Obergeschosse mit rotem Klinker, mit Putz-Stuck-Schmuckfeldern zwischen den Geschossen, geschmücktes Traufgesims, stehende Gaupen. | 09246814 |
|                                         | Mietshaus in Ecklage in geschlossener Bebauung | Wettinstraße 96 (Karte)                    | 1903–1904 | Mit Laden, historisierende Häuserzeile der Stadterweiterung, baugeschichtliche Bedeutung. Viergeschossig Putz-Klinker-Bau, Erdgeschoss Putznutung, mit Laden, eingezogener Eingang, über Erdgeschoss Gurtgesims, die Obergeschosse mit rotem Klinker, Eckrisalit über drei Achsen mit kuppelartiger Bekrönung, Gauben mit Satteldach, Fensterverdachung im ersten Obergeschoss mit Dreieckgiebelchen, ansonsten Rechteckfenster mit Vorhangbogenabschluss, im ersten Obergeschoss Fensterbrüstungen mit Reliefs geschmückt (u. a. Wappen und Blätter), Putzbänder als horizontale Gliederungselemente. | 09246813 |

## Ehemalige Denkmäler
| Bild | Bezeichnung                                    | Lage                         | Datierung | Beschreibung                                                                  | ID |
| ---- | ---------------------------------------------- | ---------------------------- | --------- | ----------------------------------------------------------------------------- | -- |
|      | Wohnhaus in halboffener Bebauung               | Bonhoefferstraße 149 (Karte) | Um 1900   | Dreigeschossig, mit Klinkerfassade; nach 2009 von der Denkmalliste gestrichen |    |
|      | Wohnhaus in halboffener Bebauung               | Chamissostraße 18 (Karte)    | Um 1900   | Viergeschossig; nach 2009 von der Denkmalliste gestrichen                     |    |
|      | Wohnhaus in geschlossener Bebauung und Ecklage | Gluckstraße 24 (Karte)       |           | Nach 2009 von der Denkmalliste gestrichen                                     |    |

## Tabellenlegende
- Bild: Bild des Kulturdenkmals, ggf. zusätzlich mit einem Link zu weiteren Fotos des Kulturdenkmals im Medienarchiv Wikimedia Commons. Wenn man auf das Kamerasymbol klickt, können Fotos zu Kulturdenkmalen aus dieser Liste hochgeladen werden:
- Bezeichnung: Denkmalgeschützte Objekte und ggf. Bauwerksname des Kulturdenkmals
- Lage: Straßenname und Hausnummer oder Flurstücknummer des Kulturdenkmals. Die Grundsortierung der Liste erfolgt nach dieser Adresse. Der Link (Karte) führt zu verschiedenen Kartendiensten mit der Position des Kulturdenkmals. Fehlt dieser Link, wurden die Koordinaten noch nicht eingetragen. Sind diese bekannt, können sie über ein Tool mit einer Kartenansicht einfach nachgetragen werden. In dieser Kartenansicht sind Kulturdenkmale ohne Koordinaten mit einem roten bzw. orangen Marker dargestellt und können durch Verschieben auf die richtige Position in der Karte mit Koordinaten versehen werden. Kulturdenkmale ohne Bild sind an einem blauen bzw. roten Marker erkennbar.
- Datierung: Baubeginn, Fertigstellung, Datum der Erstnennung oder grobe zeitliche Einordnung entsprechend des Eintrags in der sächsischen Denkmaldatenbank
- Beschreibung: Kurzcharakteristik des Kulturdenkmals entsprechend des Eintrags in der sächsischen Denkmaldatenbank, ggf. ergänzt durch die dort nur selten veröffentlichten Erfassungstexte oder zusätzliche Informationen
- ID: Vom Landesamt für Denkmalpflege Sachsen vergebene, das Kulturdenkmal eindeutig identifizierende Objekt-Nummer. Der Link führt zum PDF-Denkmaldokument des Landesamtes für Denkmalpflege Sachsen. Bei ehemaligen Kulturdenkmalen können die Objektnummern unbekannt sein und deshalb fehlen bzw. die Links von aus der Datenbank entfernten Objektnummern ins Leere führen. Ein ggf. vorhandenes Icon  führt zu den Angaben des Kulturdenkmals bei Wikidata.

## Ausführliche Denkmaltexte
1. ↑  Friedhof Plauen I (Sachgesamtheit): 

Geschichtliche Angaben:
  - 1858 Beginn der Suche nach geeigneten Flächen für die Anlage eines neuen Friedhofs, nachdem der Lutherfriedhof die steigende Zahl der Verstorbenen nicht mehr bewältigen konnte
  - 1865 Gestaltungsvorschlag und Kostenvoranschläge von Architekt Franz Andrae
  - 1866 Kauf der Grundstücke und öffentlicher Wettbewerb zur Gestaltung des Friedhofs
  - 1866 Cholera-Epidemie in Plauen und Schließung des Lutherfriedhofs, gleichzeitige Öffnung des Friedhofs I (ursprünglich Grabfelder A–F, mit Mauer umfriedet)
  - 1867/68 Bau der Totengräberwohnung und der Leichhalle nach Plänen von Franz Andrae
  - 1872–75 erste Erweiterung des Friedhofs um die Grabfelder G–K
  - 1873 Einweihung der fertig gestellten Sprechhalle/Begräbnishalle
  - 1875 Umfriedung des Erweiterungsflächen mit Mauer
  - 1881 zweite Erweiterung des Friedhofs um die Grabfelder L und M, Einfriedung nördlich mit Mauer an der Jößnitzer Straße, südlich und östlich mit Pfahlzaun und Weißdornhecke
  - 1886 dritte Erweiterung des Friedhofs um die Grabfelder N–P, Einfriedung südlich mit Mauer an der Reißiger Straße
  - 1899 erste Erweiterung der Leichhalle
  - 1913 vierte Erweiterung des Friedhofs um die Grabfelder Q und R und Begradigung der Friedhofsgrenze zur Chamisso-Straße, Einfriedung mit Mauer und damit Schließung der Friedhofsmauer
  - 1925 zweite Erweiterung der Leichhalle
  - 1945 Zerstörung der Leichenhalle und vollkommene Zerstörung der Sprechhalle/Begräbnishalle
  - 1947 Instandsetzung der Leichenhalle
  - 1955/56 wiederholte Instandsetzung der Leichenhalle
  - 1964 Bau eines Glockenturms

Gartendenkmalpflegerische Schutzgüter: Der Friedhof teilt sich ein in drei durch verputzte Ziegelmauern voneinander abgeteilte Bereiche (Erbbegräbnisse entlang der Mauern zum Teil mit Ziergittern):
  - Grabfelder A–F (1866)
  - Grabfelder G–K (erste Erweiterung 1875)
  - Grabfelder L–R (drei weitere Erweiterungen 1881, 1886, 1913)

Bauliche Schutzgüter:
  - Einfriedungen: verputzte Ziegelmauer als Umfriedung im Bereich der ursprünglichen Anlage und der ersten Erweiterung (Grabfelder A–K), Mauer aus gelben Klinker im Bereich der zweiten bis vierten Erweiterung (Grabfelder L–R)
  - Zugänge:
    - Haupteingänge: Zufahrt mit zweiflügeligen Ziergittertor und Eingang mit einflügeligen Ziergittertor zwischen Totengräberwohnungund Leichhalle in der Reißiger Straße, Eingang mit einflügeligem Ziergittertor in der Jößnitzer Straße
    - Nebenzugänge: Eingang mit zweiflügeligem Ziergittertor in der Reißiger Straße, Eingang mit einflügeligem Ziergittertor in der Jößnitzer Straße

  - Wege und Plätze: sämtliche Wege des Friedhofs sind mit einer wassergebundenen Decke versehen, Gerinne aus Granit-Pflaster, lediglich im Bereich der vierten Erweiterung Gerinne aus Klinker an einigen Wegen Kantenstein aus Schiefer, die Zufahrt und der Nebeneingang in der Reißiger Straße sind mit Granit-Großplaster ausgestattet, der Haupteingang in der Reißiger Straße besteht aus Granit-Mosaikpflaster, der Nebenzugang in der Jößnitzer Straße ist ebenfalls mit Granit-Großplaster ausgestattet
  - Gedenksteine/Kriegsgräber:
    - Holzkreuz und Mahnmal zum Gedenken an die Pogromnacht 1938, gestaltet vom Plauener Künstler D. Rolf Magerkorn (1998 eingeweiht), am Standort der ehemaligen Sprechhalle/Begräbnishalle
    - Ehrenmal zur die Gefallenen des Ersten Weltkriegs im Grabfeld C mit Hainbuchenhecke und Rhododendron, Pflanzung und Treppe aus Schiefer

Vegetative Schutzgüter:
  - Alleen: Längs- und Queralleen entlang der Wege mit Winterlinden (Tilia cordata), einreihige Alleen entlang der Mauern und der Wege zwischen den Grabfeldern A und C, B und D, G und J sowie H und K, an allen übrigen Wegen zweireihige Alleen mit gegenständiger Baumanordnung, alle Bäume weisen Schnittstellen auf, der Abstand zwischen den Bäumen unterscheidet sich bei den verschiedenen Wegen und liegt zwischen ca. 6 und 10 Metern, der größte Teil der Bäume stammt aus der Anlagezeit des Friedhofs
  - Einzelbäume: die Hauptzufahrt an der Reißiger Straße wird von zwei Winterlinden (Tilia cordata) flankiert, am Anfang des an der Hauptzufahrt an der Reißiger Straße beginnenden Weges befindet sich rechts des Weges eine Säuleneiche (Quercus robur ‚Fastigiata'), deren Gegenstück links des Weges fehlt
  - Hecken und Sträucher: das Ehrenmal im Grabfeld C wird von einer geschnittenen Hainbuchenhecke (Carpinus betulus) eingefasst und von drei, ehemals vier Rhododendron (Rhododendron spec.) begleitet
2. ↑  Gräber, Denkmale, Kriegerdenkmale (Einzeldenkmale) des Friedhof Plauen I: 
  - 1. Grabstätte Carl August Vogel: Baumeister, 1844–1910, Grab-Nummer AHW 22, Grabfeld A/R2
  - 2. Denkmal für die Gefallenen des Ersten Weltkrieges: Muschelkalk, Sarkophag mit Helm, Inschrift „Der Tod ist verschlungen in den Sieg“ (1. Kor. 1535), schlichte Gestaltung, nach 1918, Entwurf Stadtbaurat Goette, Grab-Nummer C Krieger, Grabfeld C/R1
  - 3. Grabmal Familie Nietzsche: Dr. E. A., Aug. Th. und Christ. F., vermutlich 1863, Darstellung eines Baumstumpfes mit steinerner Inschriftenrolle, geschmückt mit Lorbeerkranz, Sandstein, davor steinerne Schrifttafel für Luise Böhler gestorben 1886, Standort Mauer gegenüber Block C, Grab-Nummer Fam. 1 Nummer 032

 *4. Erbbegräbnis Familie Vogel: u. a. für Wilhelm Traugott V., Baumeister, 1813–1878, Wandstätte, Sandstein, aufgesetzte Schrifttafeln aus Marmor, Mittelrisalit, Frontgiebel und Christusdarstellung, Wandgrabstätte gegenüber Grabfeld E, Grab-Nummer Fam. 1 Nummer 042, Wilhelm Traugott V. war wichtiger Plauener Baumeister, weiter Grabplatte für Architekten Prof. Richard Vogel 1852–1933
  - 5. Grabstätte G. H. Leonhard Heubner: wichtige Persönlichkeit Plauens, nahm 1848 an der Revolution teil, Postament Sandstein mit Inschrift „Ihrem unvergesslichen Meister G. H. L. Br. Heubner die dankbaren Brüder der Loge zur Pyramide“ (Freimaurerloge), Heubner lebte von 1814 bis 1877, von ihm gibt es auch heimatgeschichtliche Veröffentlichungen, Säule fehlt, Grab-Nummer EHW 38, Block E gegenüber Mauer/1
  - 6. Erbbegräbnis Mammen: schlichter Sarkophag ohne Wandgestaltung, Grabstätte u. a. für Enno Mammen und Franz August Mammen. Plauener Fabrikanten, großes soziales Engagement für Beschäftigten, Anlage nach 1888 oder 1903 angelegt, Grab-Nummer Fam. 2 Nummer 057, Mauer gegenüber Grabfeld I
  - 7. Erbbegräbnis August K. R. Hempel: Wandstelle mit Säulen und Blendarkaden und Archivolte, um 1880 angelegt, Sandstein, Grab-Nummer Fam. 2 Nummer 070, Mauer gegenüber Grabfeld K
  - 8. Erbbegräbnis Familie Rudolf Peßler: 1920 angelegt, Urnenstätte, winkelförmige Anlage mit Wandgestaltung und Einfriedung, Grab-Nummer Fam. 1 Nummer 090, Grabstätte F/42
  - 9. Erbbegräbnis C. W. Weisbach: angelegt um 1880, neuklassizistische Wandstelle mit kannelierten Säulen, Architrav, Sandstein, Einfassung Schmiedeeisen, ehemalige Kattunfabrikanten, Grab-Nummer Fam. 1 Nummer 93, Standort Wand gegenüber Grabfeld F
  - 10. Erbbegräbnis Familie Leopold Oscar Hartenstein: Kommerzienrat und Spitzenfabrikant, 1862–1931, Anlage für Carl Walther Hartenstein und Familie, gestorben 1879, Grab-Nummer Fam. 1 Nummer 104, Wand Sandstein, Säulenarchitrav, schmiedeeiserne Einfassung
  - 11. Erbbegräbnis Familie Trömel: Emil Trömel war Inhaber des bekannten Cafés am Tunnel, 1854–1930, wahrscheinlich angelegt 1927, Grab-Nummer Fam. 1 Nummer 114, Standort Wand gegenüber Grabfeld D
  - 12.Erbbegräbnis Familie Richter & Wölfel: Familienstätte des bekannten Plauener Baumeisters Richter, Architektur mit Dreieckgiebel und Gebälk, Meanderfries, Sandstein, Grab-Nummer Fam. 3 nr. 033, Standort gegenüber Grabfeld N
  - 13. Friedhofsmauer: architektonische Gliederung mit Bögen und Pfeilern, Ziegelmauerwerk, dazu Handschwengelpumpe und Reste eines Wassertroges aus Theumaer Schiefer, Wandgräber an der Ostseite des Friedhofs zur Chamissostraße als gesamte Grabzeile als Einzeldenkmal, geschlossene Grabwand, zeittypisch, um 1920, Architekturgräber in sehr gutem Originalzustand
  - 14. Erbbegräbnis Familie Axtmann: Heinrich Axtmann war wohl bedeutendste Plauener Fotograf (Hoffotograph), Urnenstelle vermutlich von 1914, Grab-Nummer Fam. 3 Nummer 134, Standort gegenüber Grabfeld O an Mauer
  - 15. Grabstätte Familie Hilmar Mückenberger: 1855–1937, bedeutender Plauener Volksmusiker, Grab-Nummer RHW 15/16, Grabfeld R/1
  - 16. Grabstätte Familie Schurig: Th. Schurig ist Ehrenbürger von Plauen, ehemaliger Bürgermeister, lebte 1850–1934, schlichter, grob behauener Stein mit eingemeißelter Inschrift, von stadtgeschichtlichem Wert, Grab-Nummer OHW 02, Standort Grabfeld O/16
  - 17. Erbbegräbnis Familie Joh. Fleischer und Hartwig: Fam. 1 Nummer 124, Wandstelle mit Granitinschrifttafeln, sehr guter Originalzustand, Grab-Nummer Fam. 1 Nummer 124, Grabstelle von 1887, Fabrikantenfamilie von Plauen, aber trotzdem eher geschichtliche Bedeutung als zeittypische Grabwand
  - 18. Erbbegräbnis Familie Fedor Schnorr: Fam. 1 Nummer 054, Massengrab mit Einfriedung, Inschrifttafel nicht erhalten, personengeschichtliche Bedeutung, Grabanlage von 1874
  - 19. Erbbegräbnis Familie Rank: Grabstelle von Fam. 1 Nummer 056, Wandgrabstätte von 1921, Sandstein, in der Nische Christus am Kreuz
  - 20. Erbbegräbnis Familie Falke: Erfinder der Plauener Spitze, personengeschichtliche Bedeutung, Grabstelle Fam. 1 Nummer 057, Tafel mit Inschrift vor Mauer aus Klinker, CXII/12/2
  - 21. Erbbegräbnis große Wandstelle: Relief Wanderer auf der Rast, Inschriften heute nicht mehr lesbar, Grab-Nummer Fam. 1 Nummer 075, großflächiges Halbrelief mit Landschaftsdarstellungen, mit etwas überlebensgroßer, halbplastischer Figur und Wanderstab, davor Pflanzschale, seitlich flankiert Natursteinkränze, Inschrift schlecht lesbar, davor ebenfalls Treppe und Pflanzschalen
  - 22. Grabmal Familie Otto Schurig: Galvanoplastik Trauernde mit Harfe hergestellt von Württembergische Metallwarenfabrik, 1921 aufgestellt, Grabstein für einen Spitzenfabrikanten Otto Schurig, in der Karlstraße 35 in Plauen sowie Vorsitz im Plauener Sängerbund, Otto Schurig verstorben 1920, Grab-Nummer FHW 16
  - 23. Familiengrab Wiede: Fabrikbesitzer und Kaufleute aus Plauen, 1900 aufgestellt, Wandstelle Sandsteinsäulen, Dreieckgiebel, Inschrift Familie C. Wiede, alle Schrifttafeln fehlen, Grabstätte Fam. 1 Nummer 097
  - 24. Grabmal Familie Rich. Schmidt: großer Grabstein mit golden aufgelegter Schrift und Kranz, die Familie Schmidt waren bedeutende Spitzenfabrikanten der Stadt Plauen, daher personengeschichtliche aber auch künstlerische Bedeutung, singuläre Grabanlage, Grab-Nummer FHW 21
  - 25. Erbbegräbnis Max und Gustav Kaiser: Grabwand Fam. 1 Nummer 111, Grab von 1891, Wandstelle mit Inschrift: „Ruhestätte der Familien Max und Gustav Kaiser, Plauener Fabrikanten“, Sandsteinwand, typisches Grab der Entstehungszeit in gutem Originalzustand, Wandstelle mit kannelierten Säulen und Dreieckgiebel mit ornamentalen Verzierungen
  - 26. Grabmal Dr. jur. Ulrich Otto sowie Martha Otto: Amtsgerichtsdirektor, einfacher Grabstein mit Inschrift von 1931, personengeschichtliche Bedeutung, Grabfeld wird ergänzt, Ulrich Otto war auch ein bedeutender Kunstsammler, der Teile seiner Sammlung dem Vogtlandmuseum geschenkt hat, Grab-Nummer DHW 16
  - 27. Grabmal Familie Beyer: Gärtnereibesitzer der Stadt Plauen, 1937, Holzkreuz mit gekreuzigtem Christus, Inschrift: „INRI“, Bedachung, singulär, kein weiteres Grab dieser Art auf diesem Friedhof, Grab-Nummer A 01.Rr.15
  - 28. Grabmal ohne Inschrift: Teil A, Abt. F, 1. Reihe, Madonna in einer Nische, Holzschnitzwerk, fast Vollrelief, kein Name bekannt, singuläres Grabmal, Grab-Nummer F 01.R08
  - 29. Grabmal Juwelier Gustav Thorn: vermutlich um 1917, Sandsteinstele mit symbolischer Flammendarstellung und Einfassungsmauer rückwärtig, sich nach unten verjüngende Stele, Abt. I HW 44
  - 30. Familiengrab Weisbach/Tröger: Fam. 2 Nummer 052, einfache Schrifttafel sowie Galvanoplastik Sitzender aus der Württembergischen Metallwarenfabrik, Lederfabrikanten von Plauen, personengeschichtliche Bedeutung, Grab-Nummer Fam. 2 Nummer 052
  - 31. Erbbegräbnis Familie Reinhold: Grabstätte Fam. 2 Nummer 079, u. a. Reinhold Christian Gotthold, Maurermeister der Stadt, verstorben 1916, Grabwand vermutlich von 1916, Säulen mit Architrav mit kannelierten sich verjüngenden Säulen, kleinem Engelporträt und Inschrift: „Ruhestätte der Familie Chr. Gotth. Reinhold“
  - 32. Erbbegräbnis Familie W. F. Hammer: Fam. 2 Nummer 106, Grabfeld H, Wandstelle Grabmal von 1888 für Hammer, Heinrich Bernhard, die vier Bestatteten waren Besitzer der Hammer-Brauerei Plauen, aus personengeschichtlicher Bedeutung sowie geschichtlicher Bedeutung als typisches Grabmal seiner Entstehungszeit in sehr gutem Originalzustand
  - 33. Erbbegräbnis Familie J. S. Rank: zeittypische, vermutlich von 1895 für Arno Rank angelegt, zeittypische Grabwand mit kleinen Porträtfotos, Fam. 3 Nummer 003
  - 34. Erbbegräbnis Familie Otto Wolff: Grabanlage von 1893 für Wilhelmine, verwitwete Wolff, typische Grabwand, Sandstein mit aufgesetzten Schriften und leichter Bekrönung als zeittypische Grabanlage, Karl Otto Wolff war Kaufmann und alleiniger Inhaber der Chemischen Bleicherei, Färberei und Appretur-Anstalt der Firma Gebr. Wolff vom Mühlgraben 1, Grab-Nummer Fam. 3 Nummer 013
  - 35. Erbbegräbnis Fam Höppner: Grabstelle Fam. 3 Nummer 306, Grab-Nummer Fam. 3 Nummer 026, Grabfeld P/III. Fabrikant Carl Luis, besaß eine Färberei, Bleicherei- und Appretur-Anstalt, eine bedeutende große Fabrikanlage in der Stadt an der Fürstenbrücke, jetzt Streesemannbrücke, 1893.
  - 36. Erbbegräbnis der Familie H. Tröger: Maschinenfabrikanten, vollständig erhaltene Grabanlage aus der Zeit von 1903, Grabfeld Fam. 3 Nummer 076, Wandstelle mit erhaltener schmiedeeiserner Einfriedung
  - 37. Erbbegräbnis Familie Friedrich Keßler: bedeutender Baumeister der Stadt Plauen, personengeschichtliche Bedeutung, Fam. 3 Nummer 138, Wandstelle mit in der Architektur eingelassenen Schrifttafeln und Ornamenten
  - 38. Wandstelle Erbbegräbnis Familie Zöbisch: Grabstelle von 1917, original erhaltene Wandstelle mit kannelierten Pfeilern und Figur Rastenden, Fam. 3 Nummer 154, Textilfabrikant in Plauen, anspruchsvolles Grab, lebensgroße plastische Figur sitzender Trauernder
  - 39. Grabmal Louis Klotz, ehemals Louise Baer geborene Rosin: Abteilung D, Hauptweg, DHW 31, verstorben 1929, ehemaliger Schuldirektor, Grabmal ursprünglich für Louise Baer geborene Rosin (geboren 1822, verstorben am 19. Oktober 1866), Grabinschrift nach Abnahme der Inschrifttafel für Schuldirektor Louis Klotz entdeckt, seit 2009 wieder sichtbar, gold hinterlegte vertiefte Inschrift, Grabkreuz mit Christus, Sockel, zwei Inschrifttafeln, eine davon stehend
  - 40. Grabmal Alfred Clauß und Ella Clauß: Abteil C, Grab-Nummer C 07R25. Alfred Clauß 1936 verstorben, Mühlstein mit aufgebrachter Inschrifttafel, Familie Clauß war Pächter der ältesten Mühle von Plauen, der Unteren Mühle (Untere Mühle nahe der alten Elsterbrücke, 1122 erstmals erwähnt, seit 1244 Eigentum der Deutschordenskomturei, wovon sich die volkstümliche Bezeichnung Kreuzermühle ableitete, später mehrfacher Besitzwechsel, dann Übergang in das Eigentum der Stadt, dann mehrfach Brände und Wiederaufbau, bis 1938 in Betrieb, 1939/40 abgebrochen)
  - 41. Grabmal Familie Schlagk: Abteilung i, Hauptweg, Grab-Nummer I HW 42. Grabmal von 1911, Denkmalwert: Personengeschichtliche Bedeutung, u. a. Grab von Alfred Schlagk (1882–1950). Alfred Schlagk war ehemals Lehrer, ab 1903 im Schuldienst, u. a. Stadtrat, Gründungsmitglied des Kulturbundes und Mundartsprecher. Seit 1945 Stadtverordneter und Teilnehmer am 1. Volkskongress für Einheit und gerechten Frieden in Berlin. Nach ihm wurde eine Straße in Plauen benannt. Einfacher Grabstein mit eingearbeiteter Schrift.
  - 42. Grabstein für den ehemaligen Bürgermeister der Stadt Plauen Karl Friedrich Richard Wagner, Abteil P, Hauptweg, III, Grab-Nummer PHW01. Wagner lebte von 1848–1915, 30 Jahre für die Stadt Plauen tätig, davon 14 Jahre als Bürgermeister, u. a. Mitbegründer des ehemaligen Touristenvereins, wichtige Initiativen um die Erhaltung und Verschönerung der Stadt und die Entfaltung der Touristik im Vogtland, er erhielt 1908 die Ehrenbürgerrechte der Stadt verliehen, u. a. wurde auch eine Straße nach ihm benannt. Einfacher Naturstein mit gravierter Schrift, kaum lesbar.
  - 43. Grabmal für Kurt Helbig, Abteil B, 3. Reihe, Nummer B 03.R 25. Kurt Helbig lebte 1901–1975, Grabmal von 1975. Kurt Helbig war Plauener Gewichtheber und der erste deutsche Sportler, der nach dem Ersten Weltkrieg bei den Olympischen Spielen 1928 in Amsterdam teilnahm und eine Goldmedaille gewann. Nach Kurt Helbig wurde in Plauen eine Sporthalle benannt, Denkmalwert in personengeschichtlicher Bedeutung. Einfacher, zeittypischer Grabstein mit Inschrift.
  - 44. Erbbegräbnis Familie Alfred Zöbisch, Wandstelle von 1917, Fam. 3 Nummer 156, Fabrikant, zeittypische Anlage mit erhaltener Einfriedung
  - 45. Grabmal für Ernst und Alma Hösel, Abteilung E, Grabfeld 36/37, Grabmal mit vollplastischer Figur, ursprünglicher Standort Friedhof II, dort unter Nummer 19 erfasst gewesen
  - 46. Grabmal Prof. Dr. Max Breitung, Abteilung M 05, R 45. Prof. Dr. Max Breitung geboren am 31. Dezember 1867 in Kranichfeld/Thüringen, verstorben am 8. Januar 1951 in Plauen, langjähriger Direktor des Plauener Stadtkrankenhauses, praktizierender Chirurg
  - 47. Grabmal Wieprecht/John, 2010 umgesetzt von Friedhof II (dort als Divis-Nummer 11). Grabanlage für Familie John u. a. Karl Wieprecht John, Bürgermeister Ende 19. Jahrhundert, Grab von 1905, Denkmalwert in personengeschichtlicher Bedeutung
  - 48. Wandgrabstätte Familie Löbering, Fam. 2 Nummer 063. Zur Wandgrabstätte gehört u. a. der freistehende Grabstein für Max Löbering (1879–1970), Schwager von Walter und Erich Hempel, mit denen er die Bleicherei, Färberei und Appreturanstalt F.A. Hempel in Plauen leitete. Der Gedenkstein für Walther Löbering (1885–1969) von 2013 erinnert an „einen der profiliertesten vogtländischen bildenden Künstler“. Denkmalwert in personengeschichtlicher Bedeutung.